# Walter WZ
Walter WZ, WIZ a WIZI byly osobní automobily firmy Walter vyráběné v letech 1919-1928. Továrna Walter byla českým výrobcem osobních a užitkových automobilů. Písmeno Z v jejich označeních prozrazovalo, že je navrhl tehdy čtyřiadvacetiletý konstruktér Ing. Josef Zubatý, který však brzo po válce jinonickou továrnu opouští a odchází do Francie k továrně Farman (a později do USA). V roce 1919 jsou představeny Walter WZ (6/18 HP) a WIZ (6/18 HP), o rok později WIZI (8/25 HP). Od roku 1923 je změněn rozvod SV na OHV a v důsledku toho je změněno i označení vozů na Walter WIZ (6/20 HP) a Walter WIZI (8/30 HP). Změnu rozvodu SV na OHV provedl jinonický konstruktér ing. Josef Plocek, který potom navrhl i konstrukci navazující řady Walter P. Vozy jednotné řady Walter WZ a Walter P se vyráběly nepřetržitě devět let až do roku 1928. Od roku 1925 se vyráběly pod označením Walter Standard WZ 6/18 HP a Walter Standard WIZ 6/20 HP.

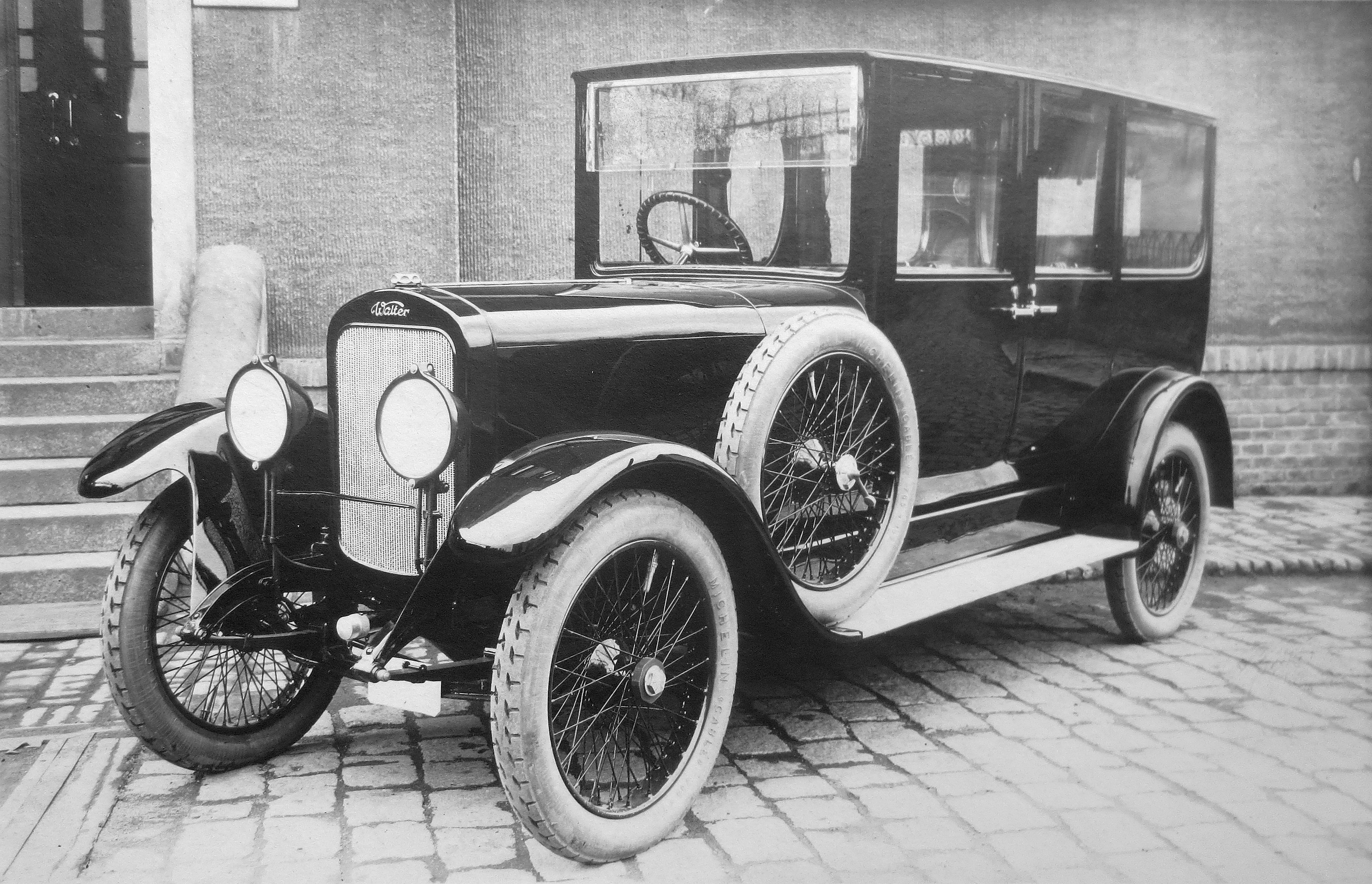
Walter WZ (1920), limuzína

## Vznik a vývoj
Od 29. června 1919 se z původní společnosti J. Walter a spol., spol. s r.o. podnikatele Josefa Waltera stává Akciová továrna automobilů J. Walter a spol., Praha-Jinonice. Ještě za války připravovali konstruktéři v čele s ing. Josefem Zubatým novou typovou řadu automobilů tak, aby splňovala požadavky tzv. jednotného typu vozu. Téměř celý rok 1919 byl věnován přípravám na uvedení jednotného typu vozu WZ. Tato typová řada byla zahájena automobilem WZ (1919), následovaly WIZ (1919) a WIZI (1920). Unifikace spočívala v zavedení dostatečně dimenzovaných dílů převodového ústrojí a podvozku, aby byly s rezervou použitelné i pro silnější motory. V literatuře se tyto automobily objevují pod trojím označením, v té době standardně dle výkonu např. 6/20 HP (zdanitelný/jmenovitý výkon v koňských silách) a mimo římských číslic v názvu jsou tyto typy jsou zmiňovány i s arabskými číslicemi (WIZ=W1Z, resp. WIZI=W1Z1). V roce 1919 měla jinonická továrna 195 dělníků, 25 úředníků, 170 obráběcích strojů a výrobní plochu 7100 m2. Akciový kapitál činil 2 mil. Kč. Za rok 1920 dosáhla firma zisku 302 077 Kč a vyplácela dividendu 6% (12 Kč na akcii), když v tom roce stoupl počet dělnictva na 280, úřednictva na 32 a obráběcích strojů bylo již 185. Akciový kapitál stoupl na dvojnásobek (4 mil. Kč).

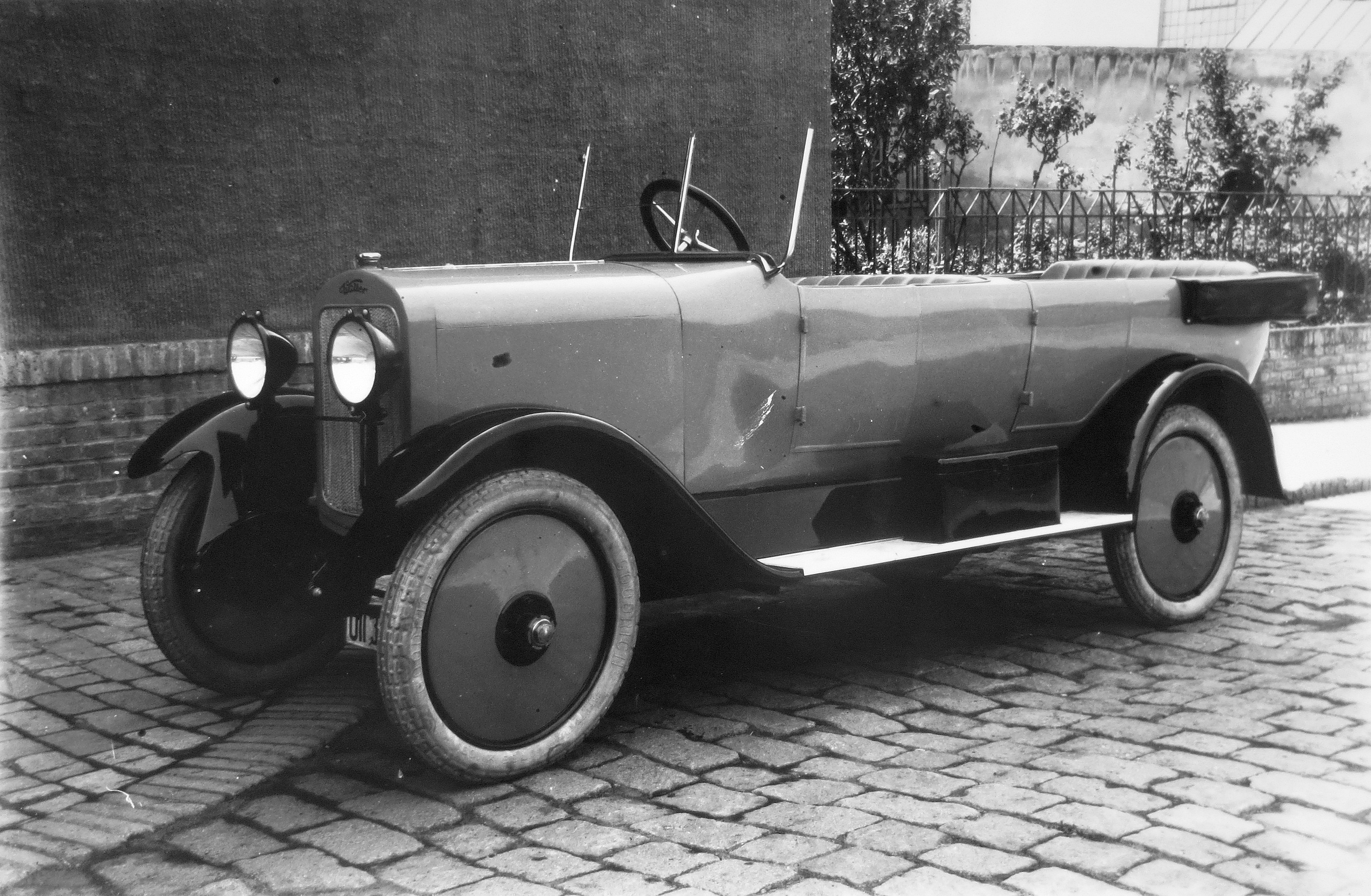
Walter WZ (1920) otevřený faeton

Rozvoj továrny kladl vysoké nároky na její řízení, a proto po roce 1920 nastoupili tři noví vedoucí pracovníci z Českomoravské strojírny, vrchní ředitel Ing. Jan Novák (pozdější spoluautor prvního leteckého motoru Walter NZ-60 vyvinutém v roce 1923), komerční ředitel Theodor Svoboda (v továrně 1920-1945), vedoucí dílen Ing. Otomar Benák (v továrně 1920-1945) a vrchní mistr Kamil Polívka (popraven za protektorátu). Vedoucí postavení Josef Waltra se sice nezměnilo, ale bylo oslabeno. Po ustanovení nové Akciové továrny postupně došlo ke změně ve vedení a neshodám, takže zakladatel Josef Walter nejprve odstoupil z funkce ředitele společnosti, resp. skončilo mu desetileté "volební" období 1911-1921. Ke dni 30. ledna 1922 správní rada schválila ukončení jeho výkonu funkce ředitele společnosti. Zůstal sice ještě členem správní rady, ale ta dne 10. dubna 1922 přijala jeho rezignaci. Přípisem ze dne 11. dubna 1922 mu poděkovala „co nejsrdečněji za veškerou přízeň a péči“ a požádala ho, „aby i nadále zůstal příznivcem závodu“. Ke dni 27.6.1922 končí i jeho funkce jako člena správní rady. Josef Walter v podniku nesoucím jeho jméno takto skončil, ale v podnikání pokračoval. Za odstupné si v Košířích postavil továrnu na ozubená kola. Časem začal vyrábět i automobilní příslušenství a stavět podle vlastní konstrukce další motocykly a automobily.
Automobily řady WZ byly oficiálně představeny veřejnosti na XII. a na XIII. mezinárodní automobilové výstavě v Praze, která se konala na Výstavišti pod protektorátem T.G. Masaryka ve dnech 1.-8. srpna 1920 resp. ve dnech 28.5. až 5.6.1921. Stánek firmy Walter byl umístěn uprostřed Průmyslového paláce. Na premiéře v roce 1920 bylo na standu Walter vystaveno 6 automobilů na jediném typu "chassis". V roce 1921 mimo sériových automobilů byly zde vystaveny oba vítězné vozy (6/18 HP a 8/25 HP) ze závodu Zbraslav-Jíloviště, který se konal týden před výstavou (22. května).

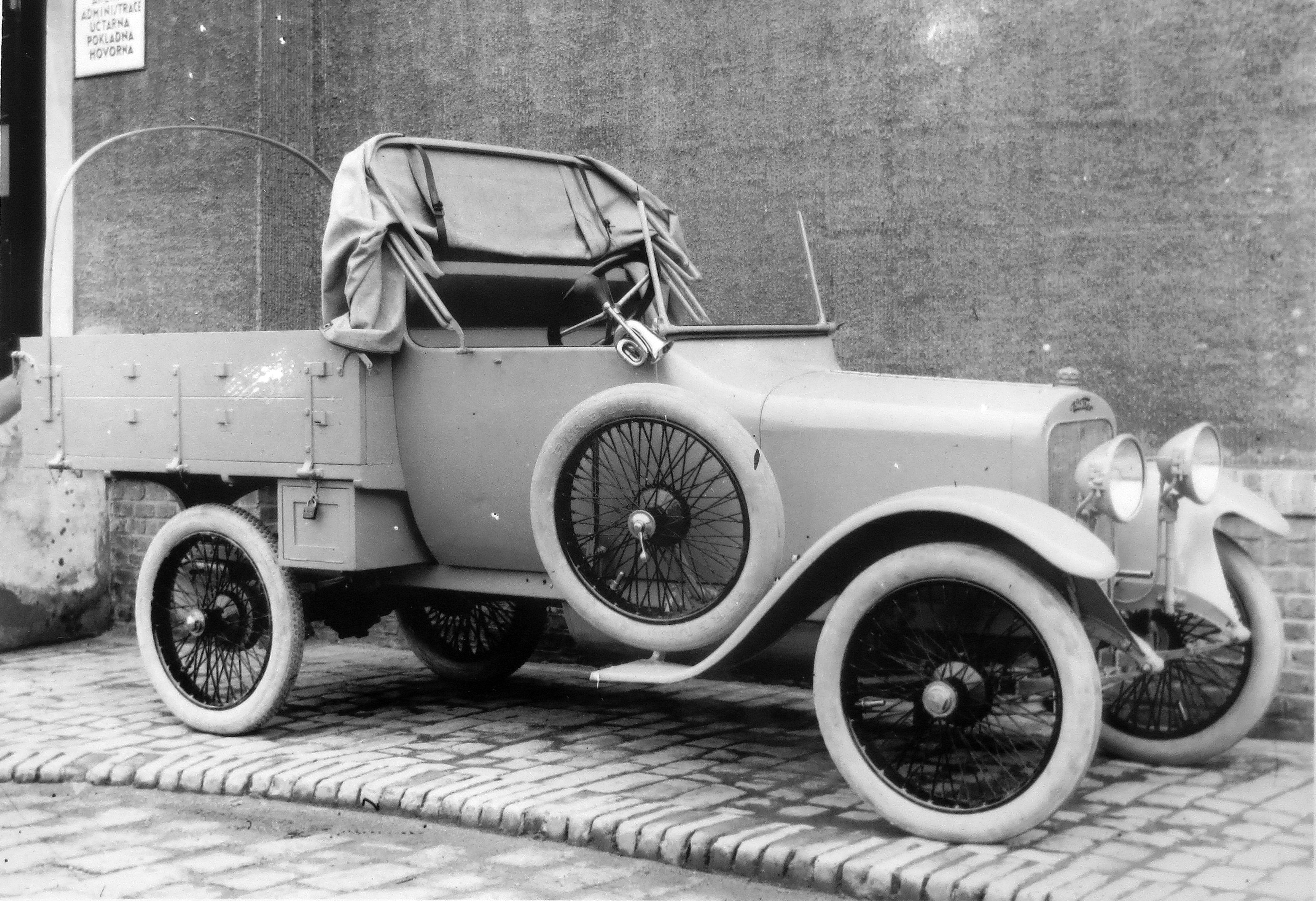
Walter WZ (1920) valník

Za rok 1920 společnost J. Walter a spol. vyplácela dividendu 7% a v tom roce navýšila akciový kapitál na 4 000 000 Kč. V roce 1923 má Akciová továrna automobilů J. Walter a spol., akciový kapitál ve výši 8 400 000 Kč, její dílny pokrývají plochu asi 6 000 m2 a zaměstnává asi 250 dělníků. Její výrobní kapacita v té době byla 300 automobilů, 100 motocyklů a 150 leteckých motorů ročně.

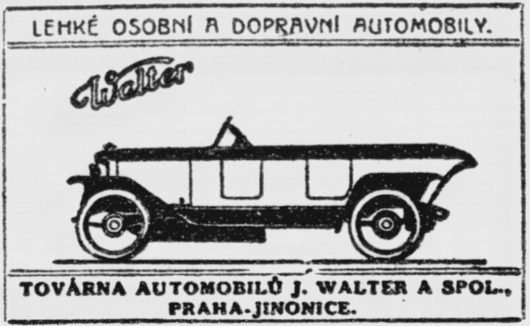
Inzerát v deníku ČAS dne 1.6.1921 v době konání pražského autosalonu

## Motor
Motor WZ (1919-1928) byl zážehový, kapalinou chlazený řadový čtyřválec (R4), rozvod SV, objem 1544 cm³, vrtání 64,0 mm, zdvih 120,0 mm, bez přeplňování, původní výkon byl 16 k, později 13,3 kW/18,0 k při 2000 ot/min., maximální rychlost 75 km/h. Čtyřválec v bloku odlitý ze šedé litiny společně s hlavou byla přišroubována kliková skříň z lehké slitiny, s ventily po jedné straně uspořádanými. Písty hliníkové a ojnice odlehčené. Vyosený zalomený, klikový hřídel z chromniklové oceli byl uložen ve 3 ložiscích z bílého kovu. Na pravé straně měl motor sání a karburátor, na levé straně bylo sběrné výfukové potrubí.
Startování klikou, od roku 1920 elektrickým startérem, který roztáčel ozubený věnec setrvačníku. Ocelolitinový setrvačník měl pro lepší chlazení spojky odsávací žebra. Zapalováni Bosch o vysokém napětí na svíčky (12 V) magnetkou Bosch ZA4 spolu s dynamem bylo poháněno šroubovými koly od vačkového hřídele a bylo doplněno pružnou spojkou Bosch umožňující nastavit předstih zážehu. Všechny elektrovodné dráty byly uloženy v trubkách, čímž byly kryty a chráněny před nečistotami.

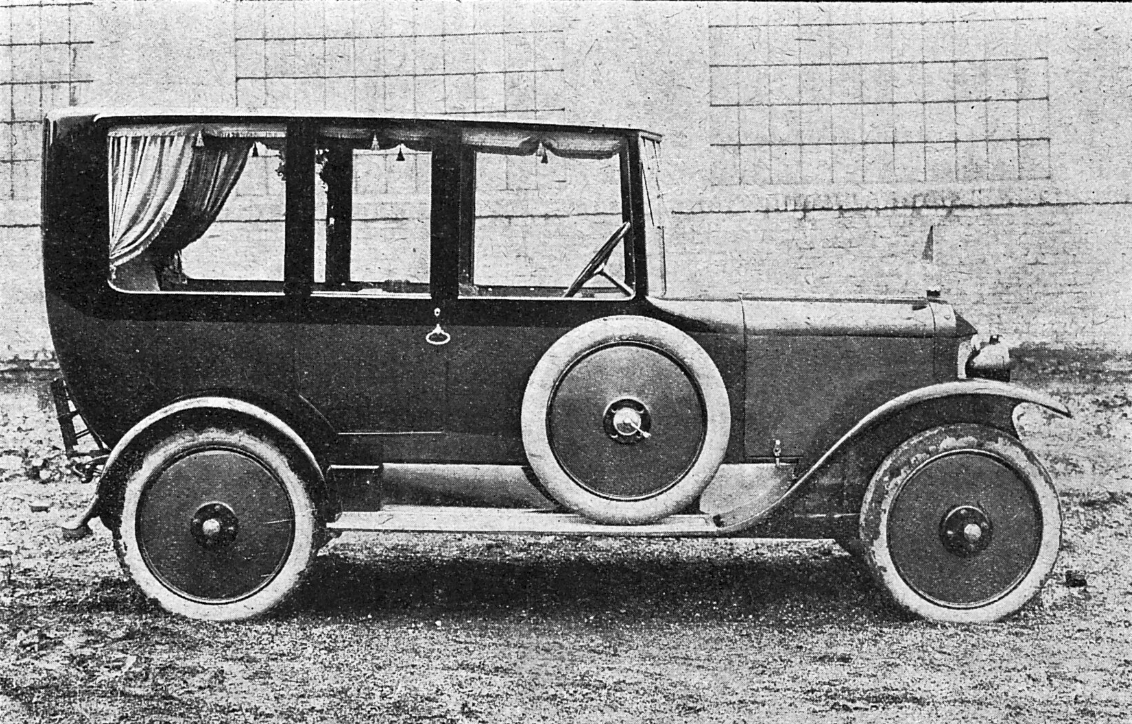
Walter WZ, šestisedadlový sedan (1921)

Mechanická převodovka měla čtyři rychlosti vpřed a jednu vzad (4+Z), přičemž čtvrtý rychlostní stupeň byl v přímém záběru. Kulisové zasouvání rychlostí s automatickým pojištěním zasouvacích kol. Všechny hřídele převodové skříně byly uloženy v kuličkových ložiscích, což tehdy nebylo zcela běžné. Ozubenými koly, umístěnými v převodové skříni, byl poháněn tachometr. Spojka originální konstrukce byla tvořena litými lamelami ze šedé litiny, které vyžadovaly jen nepatrného mazání. Tlakové mazání motoru s plnoprůtokovým filtrem bylo automatické s cirkulační olejovou pumpou (zubové čerpadlo s pojistným, přetlakovým ventilem), která tlačilo olej vrtanou zalomenou hřídelí a kanálky ke všem ložiskům a ojnicím. Dopravu benzinu z nádržky k horizontálnímu karburátoru Zenith 26 K-D, který byl připevněn direktně na válci, zajišťoval "nassávač" (čerpadlo) Pallas-Zenith, později Espero. Vodní termosifonové chlazení bylo podporováno účinným ventilátorem, který byl poháněn plochým řemenem. Vrtule chladiče byla odlita z hliníku. Objem chladicí kapaliny 15 l.

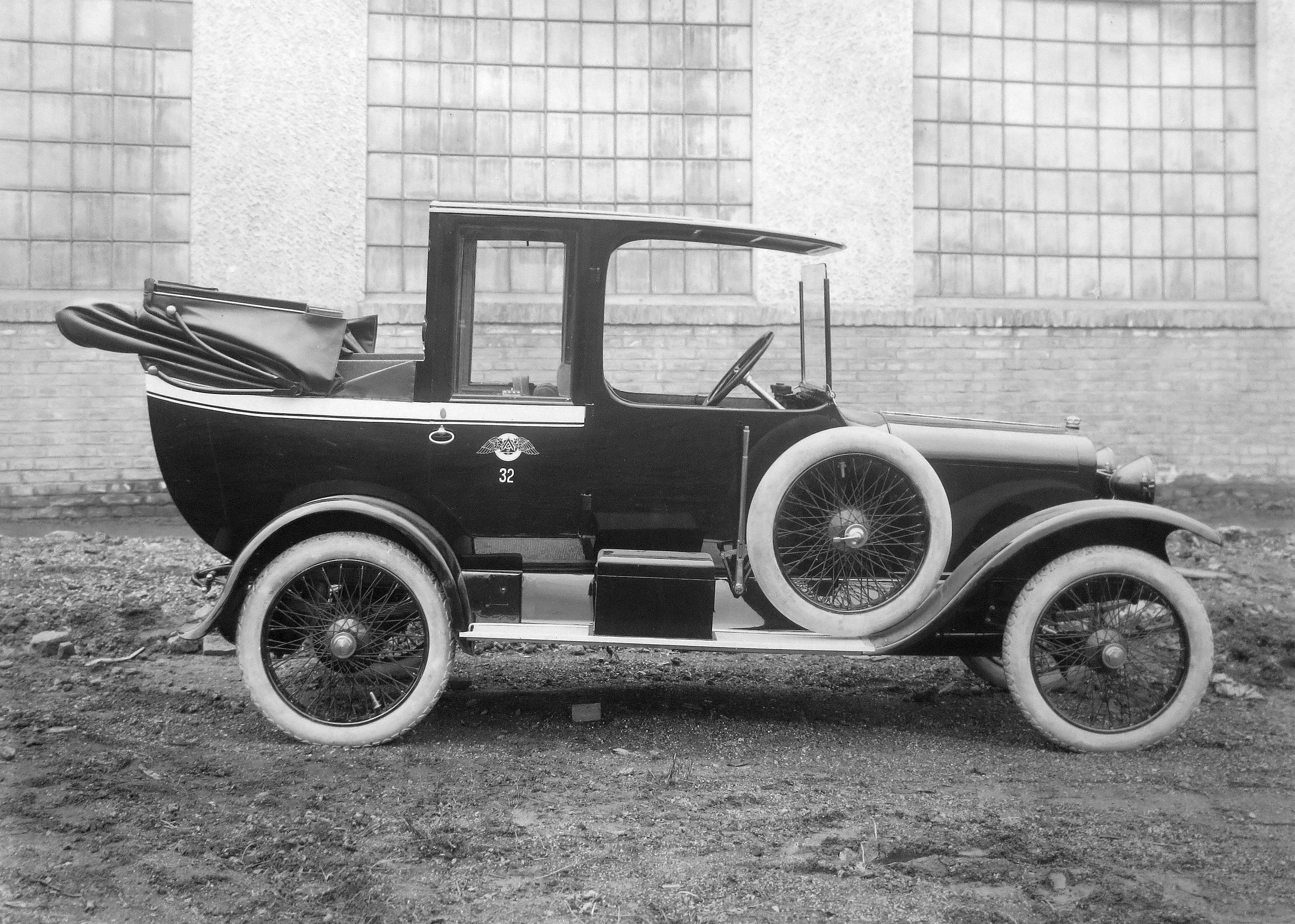
Walter WZ, drožka Autodopravní společnosti (1921)

Motor WIZ (1919) měl stejné parametry jako model WZ, avšak od roku 1923 byl rozvod změněn z SV na OHV. Od roku 1924 se tento motor montoval do automobilu Walter P I. Ventily motorů WIZ byly přitlačovány na svá sedla tlakem ca 9 kg, ventily závodních motorů téže značky ca 36 kg. Závodní motory byly vybaveny i chladičem oleje, který byl umístěn pod vodním chladičem.
Motor WIZI (1920) byl zážehový, kapalinou chlazený řadový čtyřválec (R4), rozvod SV, objem 2120 cm³, vrtání 75,0 mm, zdvih 120,0 mm, dva ventily/válec, bez přeplňování, výkon 18,4 kW/25,0 k při 2000 ot/min, maximální rychlost 85 km/h. Do vertikálního karburátoru Zenith 30 se dvěma difuzory byl benzín dopravován „automatickým nasávačem“ Pallas resp. Espero. Zapalování Bosch ZF 4. Sportovní verze pro soutěže spolehlivosti měla snížení zdvihový objem, aby se vešla do 2 l, na 1,98 l (vrtání 72,8 a zdvih 120 mm)  Ostatní parametry motoru byly shodné s typy WZ a WIZ.

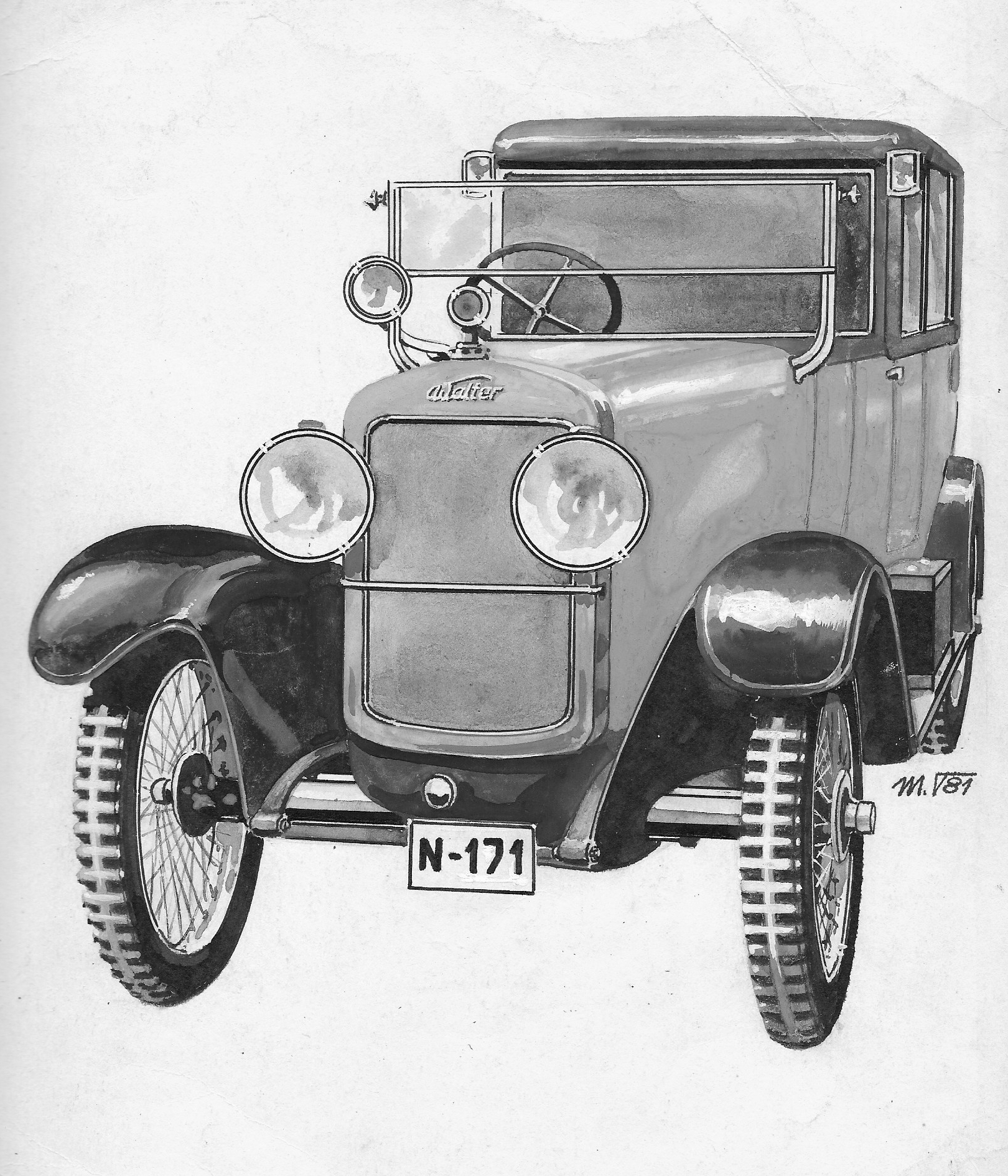
Walter WIZ, landaulet (1921), kresba Milan Tošnar 1981

V roce 1925 nabízela továrna Walter čtyři verze tohoto "jednotného" automobilu. Byly to s rozvodem SV typy 6/18 HP (WZ) a 8/25 HP (WIZI) a s rozvodem OHV typy 6/20 HP (WIZ) a 8/30 HP (WIZI).
Parametry automobilů udává tabulka.
| typ                         | WZ      | WIZ     | WIZI      | WIZ     | WIZI      |
| rok výroby                  | 1919-28 | 1919-23 | 1920-25   | 1923-24 | 1923-26   |
| označení HP                 | 6/18    | 6/18    | 8/25      | 6/20    | 8/30      |
| objem motoru (cm³)          | 1 544   | 1 544   | 2 120     | 1 544   | 2 120     |
| rozvod                      | SV      | SV      | SV        | OHV     | OHV       |
| otáčky (ot/min)             | 2 000   | 2 000   | 2 000     | 2 200   | 2 700     |
| vrtání (mm)                 | 64      | 64      | 75        | 64      | 75        |
| zdvih (mm)                  | 120     | 120     | 120       | 120     | 120       |
| výkon (k/kW)                | 18/13,2 | 18/13,2 | 25/18,4   | 20/14,7 | 30/22,4   |
| rozvor (mm)                 | 2 760   | 2 760   | 2825-2950 | 2 760   | 2825-2950 |
| rozchod (mm)                | 1 200   | 1 200   | 1 250     | 1 200   | 1 250     |
| hmotnost (kg)               | 1 050   | 1 150   | 1 200     | 1 120   | 1 200     |
| max. rychlost (km/h)        | 75      | 80      | 85        | 90      | 100       |
| spotřeba paliva (kg/100 km) | 8       | 8       | 10        | 10      | 10        |
| spotřeba oleje (kg/100 km)  | 0,25    | 0,25    | 0,3       | 0,3     | 0,3       |

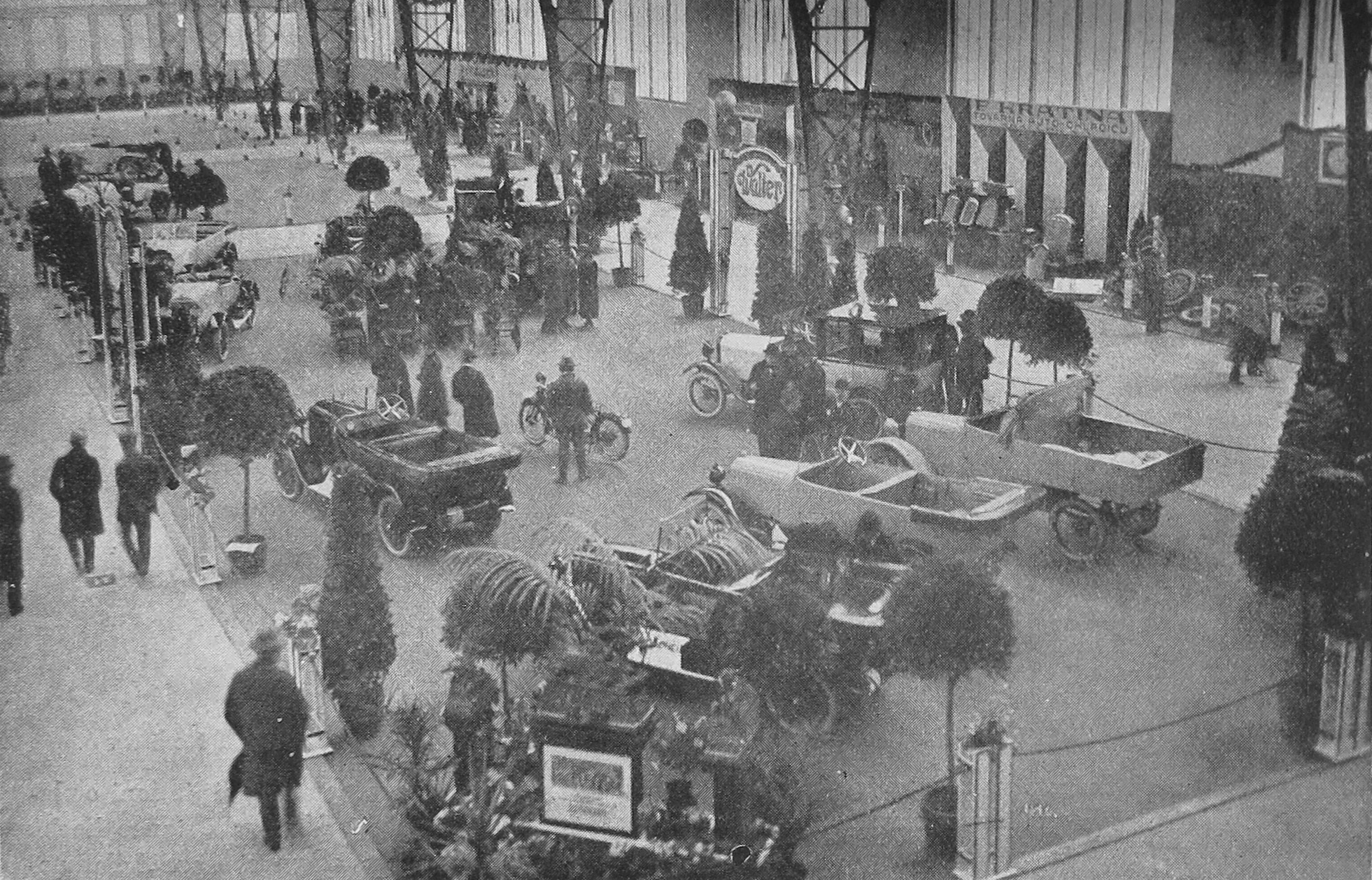
Walter - stánek firmy na Autosalonu (1922)

Rok 1923 byl vyhlášen "Rokem lidového vozu". Na XV. pražský autosalon Hans Ledwinka přichází se svou Tatrou T11, Praga s Piccolem a Alfou, L&K s typovou řadou 105. Walter nemusel až tak stavět nový vůz, protože malé, lidové vozy již od roku 1919 vyráběl. Přesto Walter přichází s novinkou, motorickou. U obou svých motorů WIZ (1544 cm³) a WIZI (2120 cm³) změnil rozvod SV na OHV s již odnímatelnou hlavou válců. Model WIZ je označován jako 6/20 HP a WIZI je označován jako 8/30 HP. U modelu WIZ při stupni komprese 4,6:1 je zvýšen výkon na 14,7 kW/20 k a u WIZI na 22,4 kW/30 k, rychlost vozu stoupne na 90 km/h resp. na 100 km/h. U slabšího WIZ byl použit nový, vertikální karburátor Zenith 26 TD. Neobvyklé bylo řešení motoru s nekrytými rozvodovými tyčkami vedenými vně bloku a vahadla procházela k ventilům výřezy ve víku hlavy. Řízení ventilů se dělo od vačkového hřídele umístěného dole v motoru, který byl poháněn párem čelních šroubových kol od klikového hřídele. Od vaček se přenášel pohyb zvedacími tyčkami na vahadélka, která seděla letmo po dvou na dutých čepech.
Úpravou sacího a výfukového potrubí byly sníženy ztráty v sání na minimum a ve výfuku dosaženo rychlejšího odvodu spalin. Dovoluje to značnou měrou zvýšit rychlost ve ventilech a tím zvýšit i hranici počtu obrátek, při kterých dociluje se specifického výkonu. K tomu přistupuje i další výhoda lepšího chlazení. Blok válců byl dvojdílný; spodní část obsahuje válce v bloku lité s obklopujícím vodním prostorem a závitem pro svíčku umístěnou se strany ve válci. V odnímatelné hlavě válců, rovněž v jednom bloku lité, jsou upravena vedení ventilů, sací i výfukové kanály. Obě části jsou ze šedé litiny, styčné plochy byly opracovány a utěsněny. Odnímatelnost hlavy nemá jen tu výhodu, že umožňuje snadné vyčistění spalovacího prostoru, ale zaručuje v prvé řadě naprosto stejné kompresní prostory a tím i stejný výkon všech válců a rovnoměrný chod motoru. Ventily značného průměru jsou umístěny jsou v jedné řadě v ose motoru a jsou otvírány přímo zmíněnými již vahadélky. Písty jsou ze zvláštní velmi tvrdé slitiny. Pístové kroužky jsou tři. Ojnice s bronzovými pánvemi vylity komposicí. Pístový čep je jak v pístu, tak i v ojnici otočný, což zaručuje jeho stejnoměrné, a proto minimální opotřebení. Cirkulační mazání se realizuje pumpou a ozubenými kolečky, umístěnou pod hladinou oleje ve spodní části a je poháněno šroubovým kolečkem přímo od vačkového hřídele. Mazání není přes svoji vydatnost přebytečně silné a nemá za následek přemazání válců, resp. vyšší spotřebu oleje.

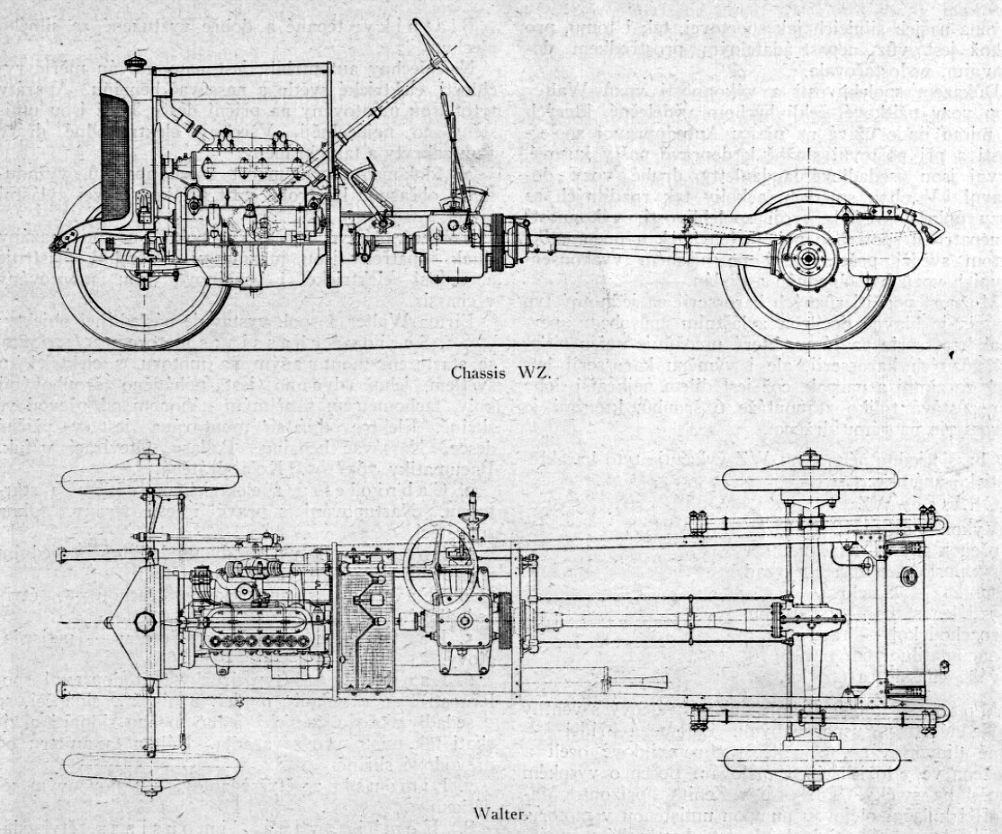
Walter řady WZ, šasi (1921)

## Podvozek
Klasický ocelový rám vozu byl lisován z plechu, blatníky byly tepané. Přenos hnací síly od převodovky zabezpečoval kardanův hřídel, který poháněl prostřednictvím 3-satelitového diferenciálu s konickými, kuželovými koly tuhou zadní nápravu typu Banjo. Zadní osa s diferenciálním soukolím přenášela moment kroutící i posuvnou sílu kardanovou koulí, takže nosná péra byla zcela odlehčena. Přední náprava – rovněž tuhá – byla kována z I-profilu z chromniklové oceli. Nožní brzda ovládala vnitřní čelisti brzdového bubnu na hnaném hřídeli převodovky a ruční mechanická brzda působila na zadní kola, později od roku 1923 působila nožní brzda i na přední kola (servo brzda Poulet). Pérování podélnými listovými péry. Drátová kola Rudge & Whitworth nebo disková byla obuta pneumatikami (zpravidla Continental Cord) o rozměru 730x130 (WZ) a 760x90 nebo 765x105 (WIZ a WIZI). Řízení pravostranné, samosvorným šnekovým soukolím. Odpérované řídící tyče byly připojeny přes kulové čepy, jejichž vůle byla vymezována pružinou. Benzinová nádrž o objemu 55 l (WZ a WIZ) resp. 65 l (WIZI) byla umístěna vzadu na rámu. Spotřeba paliva 10-15 l/100 km dle typu motoru a spotřeba oleje 0,5 l/100 km.
Automobily WZ a WIZ měly rozvor náprav 2760 mm, rozchod kol 1200 mm, hmotnost podvozku 650 kg a vybaveného vozu 1000 kg. Automobil WIZI měl rozvor náprav 2825 (kratší verze) resp. 2950 mm (prodloužená verze), rozchod kol 1250 mm, hmotnost podvozku 750 kg a otevřeného vozu 1080 kg.

## Karoserie
Co se týče provedení karoserie nelze mluvit o "jednotném" vozu. "Jednotnost" vozu spočívala jednotnosti podvozku a ve snadné montáži různých typů karoserií. Ty byly připevňovány k podvozku jednoduše pomocí 6 šroubů. Dokonce to nabízelo možnost měnit provedení karoserie podle ročního období anebo proměnit limuzínu za 1/2 hodiny na valník. Palubní deska s přístroji a elektroinstalací byla součástí podvozku, což tuto obměnu karoserií usnadňovalo.

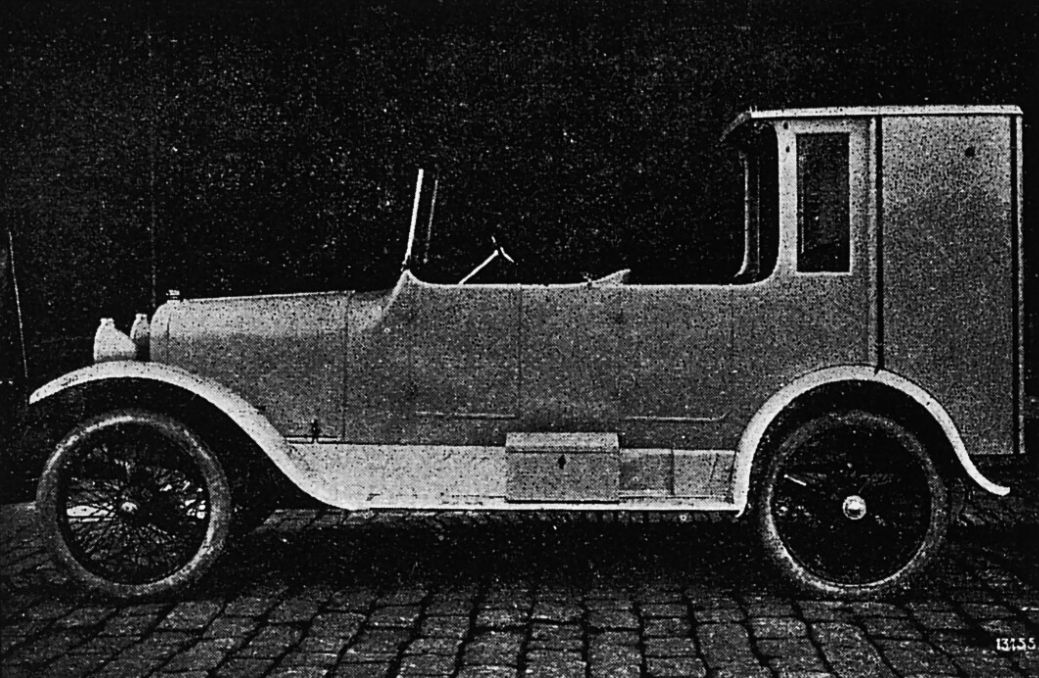
Walter WIZ, montážní automobil pro prohlídky a opravy telefonních a telegrafních linek (1921)

První modely Walter měly šípovitý chladič, v pozdějších letech jej nahradil klasický, plochý chladič. Karoserie byla postupně nabízena až v 11 provedeních mj. limuzína normálního nebo luxusního provedení (Grand Luxe), otevřený phaeton s "americkou" a nebo se zapuštěnou střechou, sedan, kabriolet, landaulet, dvousedadlový sportovní vůz ve tvaru loďky s jedním nouzovým sedadlem vč. speciálních provedení jako dopravní automobil (valník) o nosnosti 400 kg (WZ), 500 kg (WIZ) a 650 kg (WIZI) se sklápěcími stěnami, drožka pro taxislužbu, pro Armádu spásy, pro spojovou službu Ministerstva pošt a telegrafů atd.
U ministerstva pošt a telegrafů se jednalo o dvě provedení: světle modré dodávky pro rychlodopravu listovní pošty se skříněmi pro peněžní a jiné cenné zásilky, k poštovní dopravě balíků, depeší a novin, které Walter dodával ve velkých sériích, a o montážní vůz pro telefonní a telegrafní službu se zvlášť upravenou karoserií pro nářadí a dráty. Užívaly se pro revize a opravy telefonních a telegrafních sítí. Vůz byl určen k prohlídkám telefonních a telegrafních venkovských linek a při hledání poruch. 
Drožky Autodopravní společnosti byly stavěny jako 6 sedadlové landaulety se speciální karoserií zařízenou k dopravě větších zavazadel. U řidiče byla dvířka dvoudílná ve dvojích závěsech, které bylo možné spojit a pak společně otevřít, takže i větší zavazadla bylo možné umístit až k řidiči. Nově byl u autodrožky vyřešen i náhon taxametru a počítadla. Hřídel v převodové skříni, který měl obrátky shodné s obrátkami kardanu, poháněl pomocí páru čelních kol hřídelku, která měla na sobě nasazen šroub, způsobující otáčení šroubového kola. Hřídel kola pak otáčel všeobecně užívanou ohebnou hřídelí taxametru. I v tomto případě, kde má rychlost a dochvilnost dopravy býti spojena s lácí provozu, přichází malý vůz solidní konstrukce k platnosti a není pochyby, že i privátní klientela brzy seznala výhody tohoto typu pro nejrůznější obchodní účely.
V březnu 1923 (14. a 17.3.) provedlo Ministerstvo národní obrany (MNO) srovnávací jízdu nových typů sanitních vozů automobilek Praga, Laurin & Klement, Tatra a Walter. Všechna tato 4 vozidla byla zakoupena vojenskou správou. Továrna Walter do této srovnávací soutěže vyslala sanitní vůz WIZI (8/25 HP). Prvá jízda byla uskutečněna na trase Praha-Písek-České Budějovice a přes Tábor zpět do Prahy. Druhá jízda uskutečněná o 3 dny později vedla z Prahy do Jičína a Trutnova a přes Hradec Králové a Poděbrady do Prahy. Vozy byly řízeny automobilními důstojníky, aby byl vyloučen vliv továrních řidičů na samotnou jízdu. Soutěž neměla vítěze, protože MNO chtělo pouze nabýt zkušeností a poznatků, aby získalo směrnic ke specifikaci pro budoucí objednávky sanitních vozů.  V posledních letech výroby (1927-8) se nabízely i s karosérií typu Weymann, kterou vyráběla v licenci firma Aero. Na autosalonu v roce 1927 byl vystaven mj. čtyřsedadlový coatch Weymann-Detroit s bordeau potahovaným podvozkem, se šedými blatníky a s čalouněním z plyše.
Přístrojová deska byla odlita z hliníku a byla s rámem pevně spojena. Nesla veškerou armaturu pro osvětlení Bosch, čerpadlo Pallas atd., takže při demontáži karoserie celá tato instalace i s kabeláží zůstávala nedotčena. Každý automobil v základním provedení byl standardně vybaven následující výstrojí a výzbrojí: zdrojem osvětlení a reflektorů s dvouvláknovými žárovkami bylo dynamo 12V Bosch (poháněné od motoru šroubovým soukolím), zadní signální svítilna, elektrický startér, tachometr, el. houkačka (klakson), souprava nářadí a v dostatečné míře i náhradní díly.
Automobil WZ (6/18 HP) byl v roce 1921 nabízen jako phaeton za 128 000 Kč, v roce 1922 za 88 000 Kč a v roce 1923 za 70 000 Kč, jako limuzína za 85 000 Kč a s kombinovanou karoserií za 90 000 Kč. Automobil WIZ (6/20 HP) byl v roce 1923 nabízen jako phaeton za 70 000 Kč, jako limuzína za 88 000 Kč a s kombinovanou karoserií za 90 000 Kč. Automobil WIZI (8/25 HP) byl v roce 1921 nabízen za 156 000 Kč, v roce 1922 za 105 000 Kč a v roce 1923 se silnějším motorem (8/30 HP) byl nabízen jako phaeton za 85 000 Kč, jako limuzína za 105 000 Kč a s kombinovanou karoserií za 108 000 Kč.

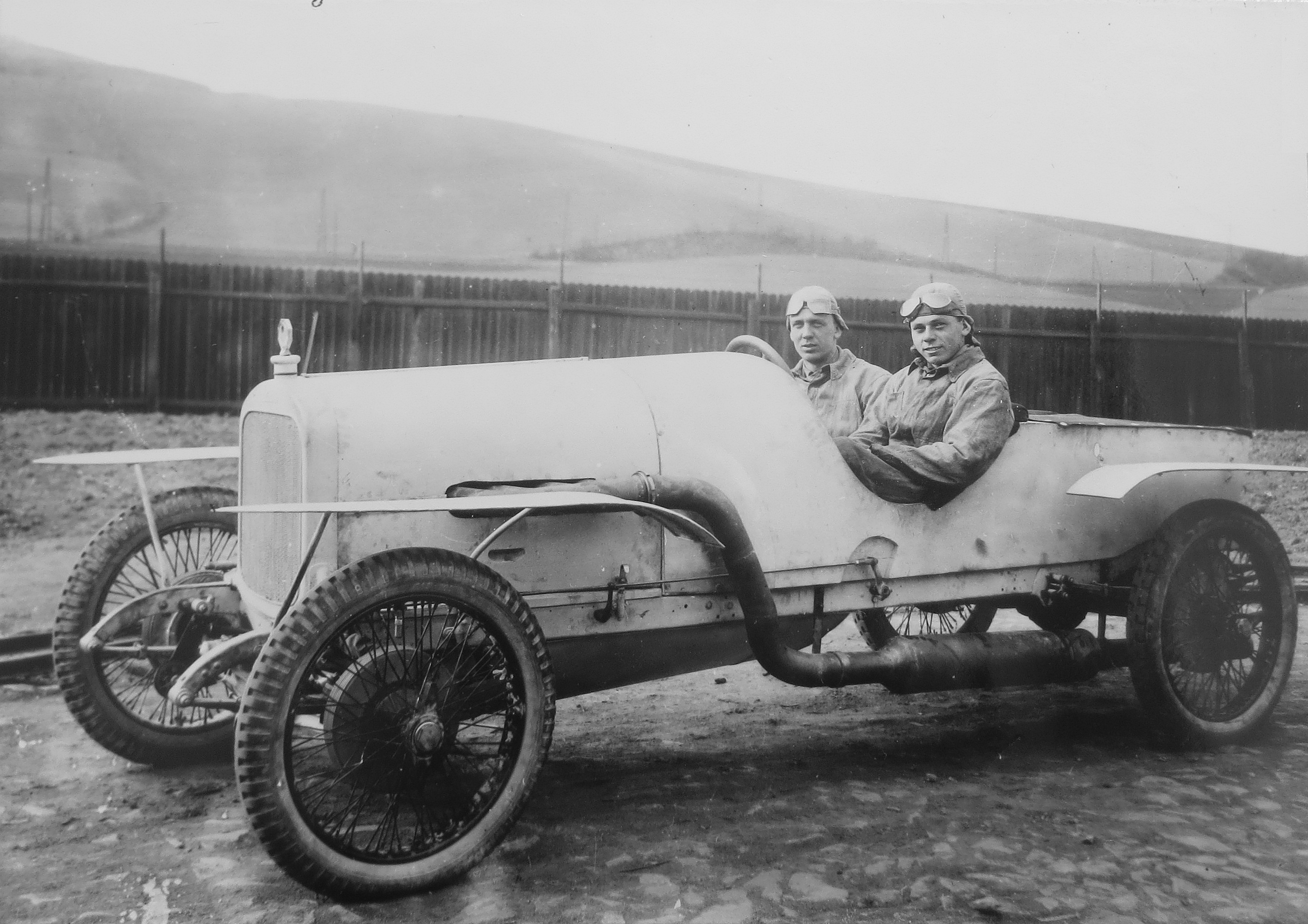
Walter WZ, závodní s motorem OHV, Knapp - Vojíř (1921-22)

## Sportovní úspěchy
Automobily řady WZ byly velmi úspěšné v závodech do vrchu a také v tehdy populárních soutěžích spolehlivosti. Zvláště pro závody do vrchu byly vozy odlehčovány, v podstatě stavěny sportovní či spíše závodní verze karoserií. Byl zvyšován výkon, slabšího motoru 1,5 l s rozvodem SV na 26 k/19,4 kW, s rozvodem OHV na 32 k/23,5 kW. U objemnější typu 2,12 l s rozvodem SV činil standardní výkon 25 k a až na 35 k/25,7 kW při 3000 ot./min s rozvodem OHV. S těmito výkony lehce překonávaly hranici 100 km/h.

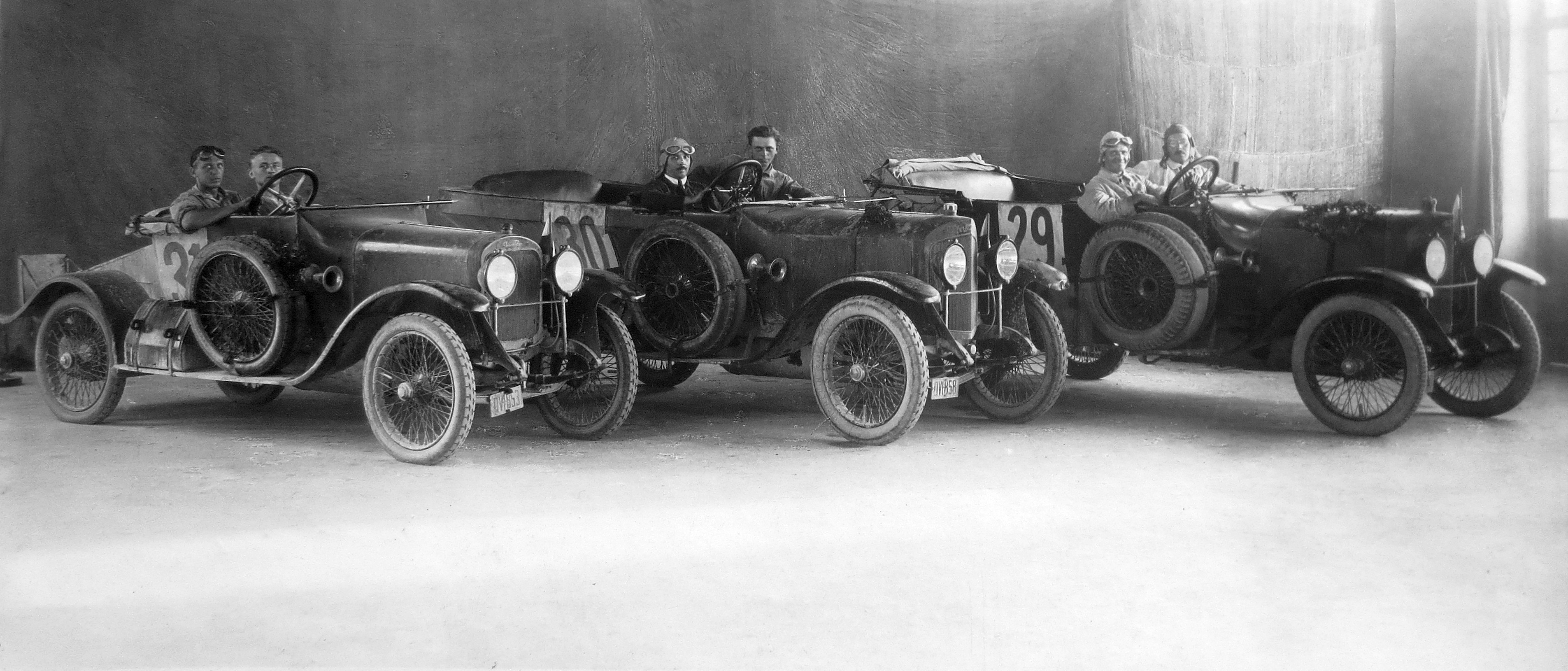
Vítězný tým Walter WZ/WIZI v Mezinárodní soutěži spolehlivosti Československem 1921 (řidiči zleva Knapp, Wiesner, Pinner)

V roce 1920 se uskutečnila v listopadu (8.-14.11.) jako první poválečný sportovní podnik v automobilech víceetapová Informativní jízda ČKA (Československý klub automobilistů) "Kolem republiky". Soutěže se zúčastnily československé automobilky Praga, Tatra, Laurin & Klement a Walter. Jízda byla odjeta za krajně nepříznivých povětrnostních podmínek. Na Spiši hojnost sněhu, mráz a náledí, v Šáriši bezedné bláto. Jeden vůz továrny Walter utrpěl náledím těžké poruchy pneumatik a byl tím zdržen v Ružomberku. Po zaopatření potřebným materiálem pokračoval v cestě dle stanového plánu. Celková délka soutěže činila asi 2000 km. Nejslabší vůz soutěže Walter WIZ 18 HP (řidič E. Pinner, posádka ing. Plocek, kontrolor ing. Horáček) přes velký handicap ve výkonu a pro potíže s pneumatikami však cestu dokončil, což označil tisk jako jeho skvělé vysvědčení. Soutěž byla poznamená tragickou nehodou, když u Českých Budějovic havaroval vůz L&K typ So (9/25 HP). Při této nehodě zahynul řidič, továrník Prokop Fořt, syn býv. rak. ministra obchodu dr. Josefa Fořta, společník Josefa Waltra a akcionář firmy Walter (1911-1920). Tato soutěž byla vlastně testem a přípravou na Mezinárodní soutěž spolehlivosti Československem, která se uskutečnila v červenci 1921.

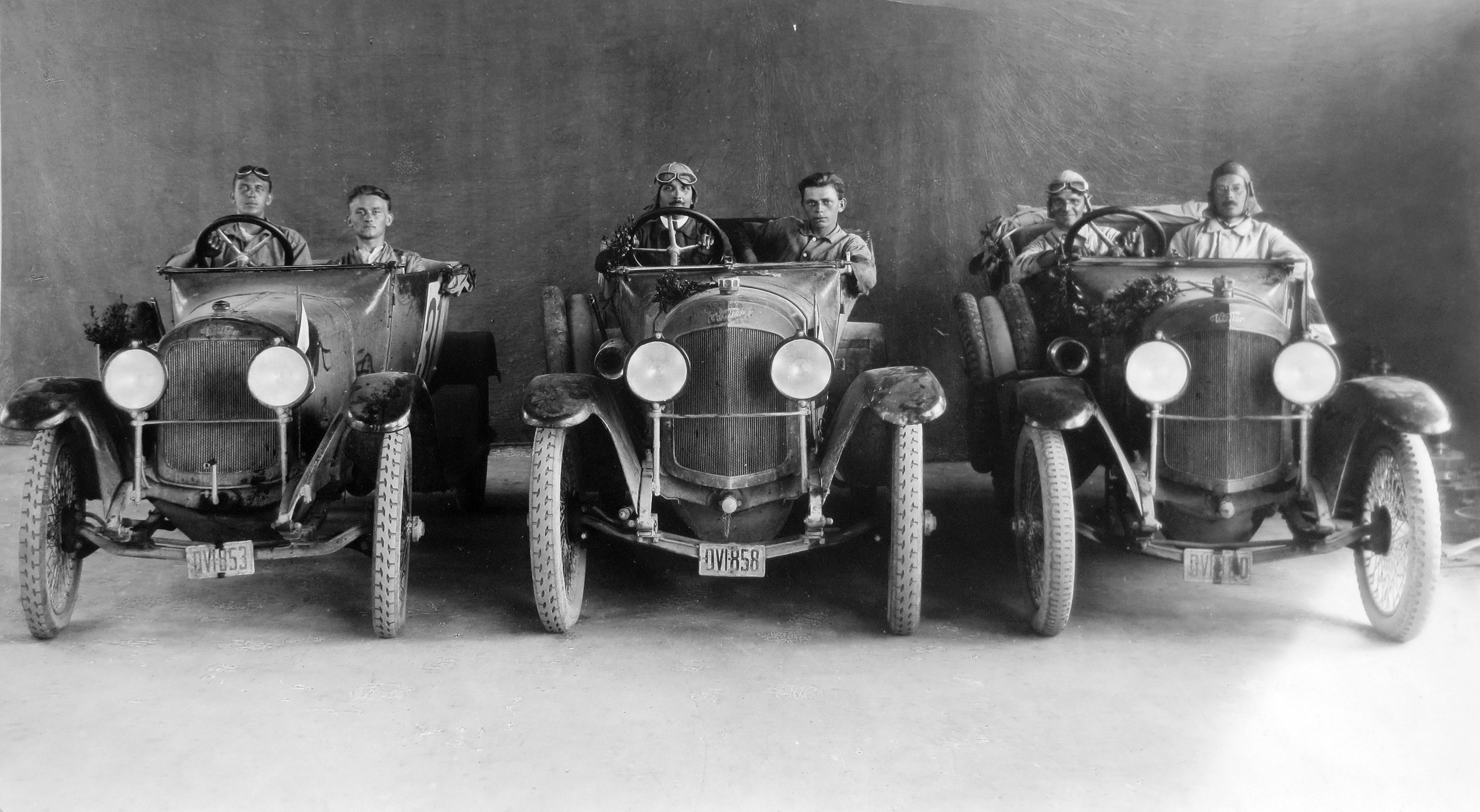
Vítězný tým Walter WZ/WIZI 1921 - na vozech WIZI je dobře patrný šípovitý chladič

V roce 1921 je obnoven proslulý, předválečný závod do vrchu, mezinárodní automobilový závod Zbraslav – Jíloviště. V tréninku došlo ke kuriózní situaci. Pinner (WIZI s rozvodem SV) zjišťuje, že ho Knapp na slabším WZ předjíždí. Konstruktér ing. Plocek po vyslechnutí dat od obou "zajížděčů" a po zkoušce na motorové brzdě se pustil okamžitě do práce. Takřka přes noc překonstruoval spodový motor SV na OHV. Horečné tempo a nadšení slavily úspěch. Tento motor byl později použit v modelu WIZI, vyráběném od roku 1923. V samotném závodu (22. května, V. ročník, 10 tis. diváků) do vrchu Zbraslav – Jíloviště vítězí Jindřich Knapp na Waltru WZ v kubatuře F1 cestovním automobilů do 1600 cm³ (5:15,5 min.), ve svém prvním životním závodu s automobilem. Pomohla tomu náhoda. Pro závod byl určen známý jezdec Klement Adamec, ale ten v pátečním tréninku havaroval a pohmoždil si ruku. Jindřich Knapp absolvoval svůj první závod jako „náhradník“. Emanuel Pinner vítězí na prototypovém Waltru WIZI v třídě F2 cestovních automobilů do 3000 cm³ (4:35 min.). Projel trať krásným stylem a získal tak Cenu města Prahy za nejlepší čas dosažený na stroji domácí výroby. I díky změně rozvodu vůz dosahoval rychlosti až 120 km/h. V kategorii cestovních automobilů obsazuje Pinner 3. místo a Knapp 7. místo. Celkovým vítězem závodu se stal Ing. Otto Salzer, startující v třídě závodních (mimosériových) vozů nad 3000 cm³ na Mercedesu v čase 3:39,7 min. V tomto ročníku došlo k tragické nehodě. Zatáčka pod obcí Baně se stala osudnou posádce ing. Josef Žák-ing. Tichý na voze Praga Grand. Žák zatáčku "přebral", vjel do příkopu a při snaze o vyjetí se vůz stočil napříč vozovky, setrvačností se vůz několikrát převrátil. Ing. Žák byl vyproštěn z trosek ještě živ, ale při převozu do nemocnice svému zranění podlehl. Ing. Tichý byl při nehodě těžce zraněn. Na paměť této události zatáčka nese jméno Žákova.

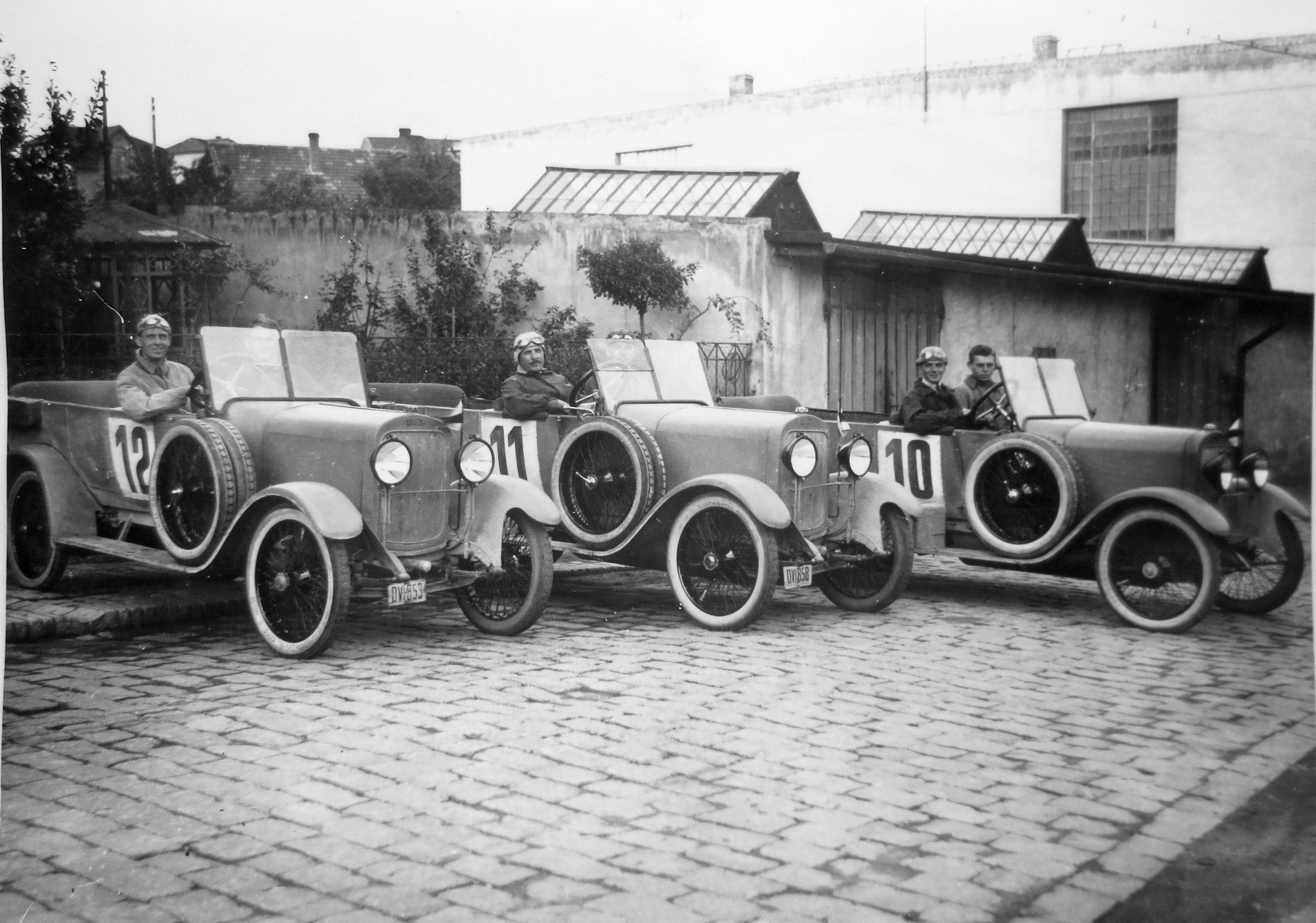
Tým Walter WIZI pro mez. soutěž spolehlivosti Kolem republiky (1922)

V červenci 1921 (25.-31. července) získávají Waltry v pěti etapové Mezinárodní soutěži spolehlivosti Československem (Praha – Opava – Košice – Bratislava – Č. Budějovice – Praha) putovní, vítěznou cenu Čs. klubu automobilistů (Čs. K.A.) pro tříčlenné týmy a Cenu MNO nejlepšímu týmu na vozech tuzemské výroby. Všichni tři "piloti" získali i Cenu automobilové sekce Sdružení kovodělného průmyslu. Knapp navíc získává Cenu Ministerstva veřejných prací pro jezdce na nejslabším voze bez trestných bodů. Bez jakýchkoliv změn na vítězných strojích ze závodu zbraslavského, zaměnivše pouze lehkou sportovní karoserii za pohodlnou šestisedadlovou, opustily Prahu dva vozy nového typu WIZI s rozvodem OHV (st. č. 29 – Pinner, st. č. 30 – Wiesner) s jedním známého již typu, dvousedadlovém sportovním WZ (st. č. 31 – Knapp), aby se tam vrátily po jízdě spolehlivosti 2075 km dlouhé bez jediné poruchy na strojích, bez jediného trestného bodu. Tým koučoval šéfkonstruktér a šéf ďéquippe ing. Josef Plocek. Bylo-li vítězství na Zbraslavi cenné, bylo toto při mezinárodní jízdě Kolem republiky tím cennější, oč těžší požadavky jízda spolehlivosti vozům ukládá. A tři prvé ceny, které team Waltrův v četné a skvělé soutěži získal (celkem bylo přihlášeno 35, startovalo 32 a do cíle dojelo bez tr. bodů 18 posádek), staly se jinonické továrně nejen ctí a chloubou, ale v prvé řadě také odměnou za obětavou a nadšenou práci.
Moravskoslezský automobilní klub (MSAC, Mährisch-Schlesischer Automobil-Club) uzavřel sezónu sportovních podniků důstojným způsobem, když uspořádal 2. října I. ročník závodů motorových kol, voituret a vozů do vrchu Ecce Homo u Šternberka na Moravě. Emanuel Pinner na Waltru WIZ zvítězil ve skupině automobilů kat. VII. (cestovní vozy do 2 l obsahu válců), celkově skončil na 3. místě (ve společné klasifikaci motocyklů a automobilů) a mezi automobily na místě 2. Mezi automobily byl nejrychlejší Josef Klabazňa na voze Tatra 20 (Tatra T 3,563 l) v čase 7:45,6 min., když Pinnera překonal o 1,1 vteřiny. Půldruhého litru na objemu méně a jen 1,1 vt. více v času na trati dlouhé 7750 m s výškovým rozdílem 311 m, průměrným stoupáním 4% a největším 7,3%, na trati skoro bez rovinek! 

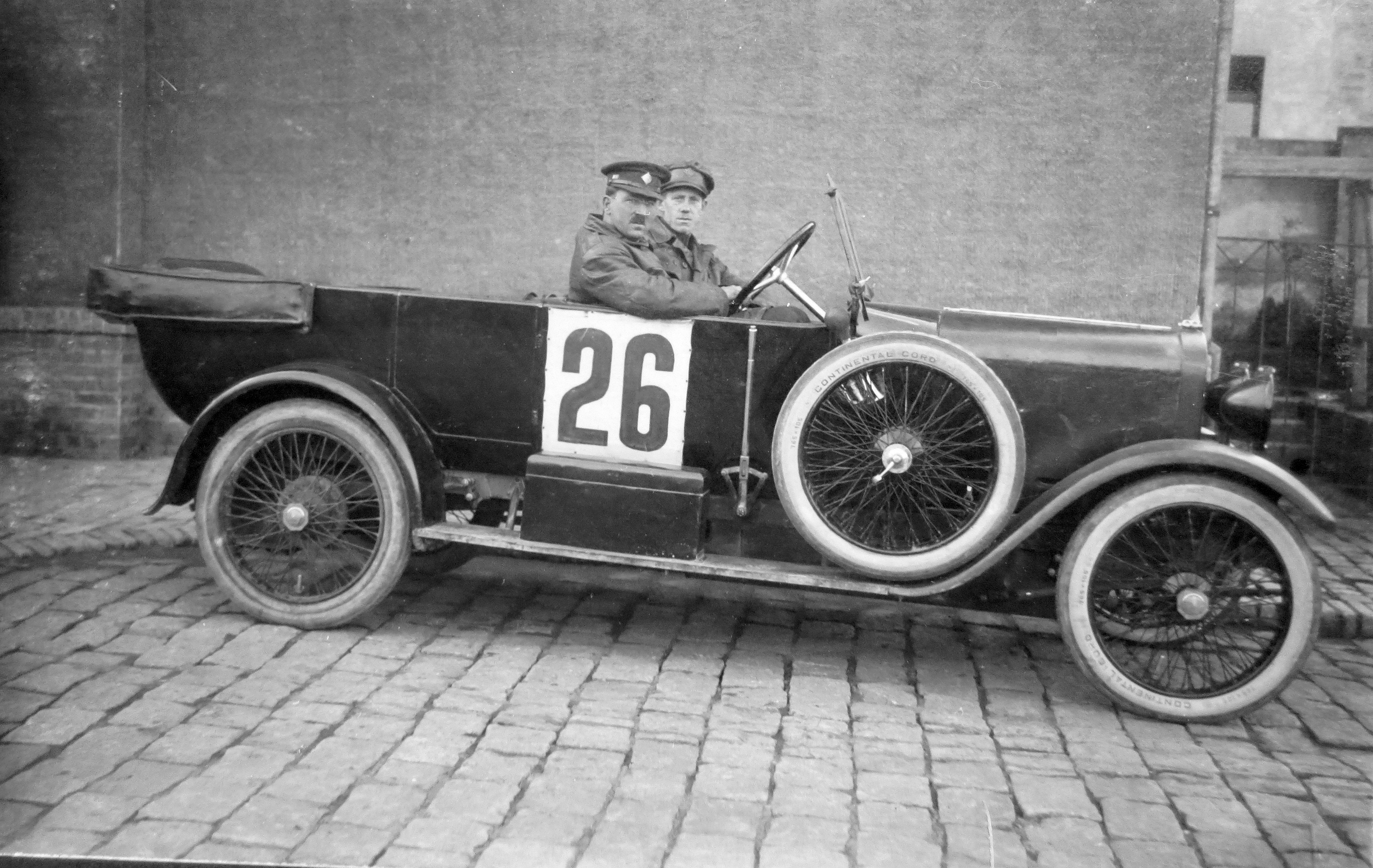
Walter WIZI, kpt. Böhm v soutěžích spolehlivosti Kolem republiky (1922-3)

V roce 1922 (30. dubna, VI. ročník, 50 tis. diváků) v závodě do vrchu Zbraslav – Jíloviště opět vítězí Knapp na prototypovém Waltru WIZ v třídě do 1750 cm3 cestovních automobilů (4:46,45 min.) a Pinner na Waltru WIZI v cestovních automobilech do 2200 cm³ (4:19,16 min.). V "handicapové" klasifikaci dle stupně výkonnosti stroje obsazuje Pinner celkově 2. místo. Oba výrazně snížili loňské časy. Celkovým vítězem závodu Zbraslav-Jíloviště se opět stal Ing. Otto Salzer na Mercedesu v třídě nad 7500 cm³ tentokráte v čase 3:30,9 min.
V září (4.-10. září) se konal II. ročník jízdy spolehlivosti Kolem republiky, nyní nazvané jako II. mezinárodní soutěž spolehlivosti Československem. Původní termín 26. června - 2. července 1922 musel být přeložen na září, protože dlouhotrvající stávka v kovodělném průmyslu by znemožnila účast značek Praga a Walter. Trať byla prodloužena o 400 km na 2400 km a tím rozšířena o jednu etapu na Podkarpatskou Rus. Den odpočinku byl po 4. etapě z Košic do Bratislavy. Nejúspěšnějším "beztrestným" jezdcem a současně nejmladšími v poli závodníků, se stali studenti techniky Ing.C. Antonín Kumpera (pozdější generální ředitel Walter) a jeho spolujezdec- mechanik Ing.C. Jan Šusta (pozdější úspěšný konstruktér Walter) na Waltru WIZI (st. č. 7). Kumpera se Šustou získali Cenu Autoklubu Republiky Československé (AKRČs) pro amatéra s nejlepším umístěním, Cenu dr. Pavla Fabryho od Klubu slovenských automobilistov (KSA) pro nejslabší "beztrestný" vůz, Cenu místopředsedy KSA pana továrníka Jána Lipperta pro nejmladšího jezdce, který projede Slovensko bez tr. bodů. Cenu fy. Auto-aero pro vojáka přihlášeného Ministerstvem národní obrany (MNO), který se nejlépe umístí, získal štábní kapitán Karel Böhm se spolujezdcem Pickem na Waltru WIZI (st. č. 26). Cenu prezidenta republiky pro vůz o nejmenším objemu válců, který dojede soutěž bez trestných bodů, a Cenu časopisu Auto pro nejlacinější vůz bez trestných bodů získala posádka Wiesner-Friedryn (st. č. 11) na Waltru WIZI (dle sdělení továrny stejný vůz stojí 105 000 Kč). Tým Walter (vedoucí týmu ing. O. Benák), který startoval na upravených typech WIZI 8/25 HP s motorem při sníženém objemu na 1998 cm3 (vrtání 72,8 mm, zdvih 120 mm), aby se vtěsnali do kategorie vozů do 2 l (objem motoru určoval zařazení vozu pro stanovený rychlostní průměr v etapě), tentokráte neuspěl, protože posádky Pinner-Vojíř (st. č. 10) i Knapp-Nový (st. č. 12) pobrali nějaké trestné body. V obou případech selhalo palivové čerpadlo Pallas, motor po ranním nastartování zhasl a bylo tím porušeno pravidlo non-stop, podle kterého musí během etapy motor neustále běžet. I přes tyto obtíže team Walter (Kumpera a Böhm) v hlavní soutěži (Státní mezinárodní putovní cena Republiky Československé) obsadil 2. místo za teamem Praga. Slavnostní vyhlášení výsledků a rozdělení cen se odehrálo 17. září 1922 v Grégrově sále Obecního domu v Praze. Prodejce "nassávačů" Pallas zachytil "kalhoty u kolen" a o rok později, po III. ročníku této soutěže (1923) vydal prohlášení, že Ing.C Kumpera vyzbrojen světoznámým a osvědčeným nassávačem Pallas získal čtyři veliké ceny amatérů za velkolepý výkon při III. mezinárodní soutěži spolehlivosti.
Nordböhmischer Kraftfahrerbund v Krásně Lípě uspořádal 1. října II. ročník závodu do vrchu Schöber u Rumburka (Stožec/Schöber, Schöberbergrennen) a uzavřel tak sezónu sportovních podniků, kde se objevily vozy Walter. Tentokráte se však zúčastnili pouze soukromí jezdci. H. Schovanek na Waltru WIZ obsadil 5. místo v cestovních vozech do 2 l a H. Thomas (vedoucí obchodního zastoupení Walter v Liberci) na Waltru WIZI 2. místo v cestovních vozech do 2,8 l. Celkovým vítězem v cestovních vozech se stal F. Svoboda na voze Laurin & Klement RK. Veliká výroční výstava pařížského Autosalonu přivítala v roce 1922 účastníky z celého světa a mezi jinými i hojně účastníků z Československa. Konala se po dvanáct dní od 4. do 15. října v „Chambre syndicale des Constructeurs d’automobile“ a svou bohatou výpravou, množstvím originálních a nových typů vzbudila mimořádný zájem. V den zahájení výstavy dospěl z Prahy do Paříže - cestou non-stop s jediným šoférem - vůz Waltrův, který zápasil s deštěm a těžkými šumavskými mlhami, které mu bránily v rychlosti, překonal cestou přes Bavory nejedno nečekané dobrodružství, s jílovitým kluzkým povrchem wirtemberských cest, s nehodami pneumatik rozpichovaných hřebíky atd. — ale přesto vůz dorazil i s přestávkami ve velmi dobrém čase 28 hod. (1060 km). Walter WIZI (ze soutěže spolehlivosti se zaplombovaným motorem) byl řízen ing.C. Antonínem Kumperou. Dalšími účastníky cesty byli redaktor Jaroslav Kalva, ředitel ing. Jan Novák a mladší Kumperův bratr Vítězslav Kumpera. V uznání výkonu řidiče udělila mu sportovní komise AKRČs stříbrnou pamětní plaketu. Plomby krytu motoru byly sejmuty po návratu do Prahy před členy sportovní komise AKRČs a motor byl v továrně rozebrán. Po ujetí cca 5000 km, mj. v zářijové soutěži spolehlivosti (2400 km) a za říjnové cesty do Paříže a zpět (2120 km), byl konstatován „bezvadný“ stav motoru.

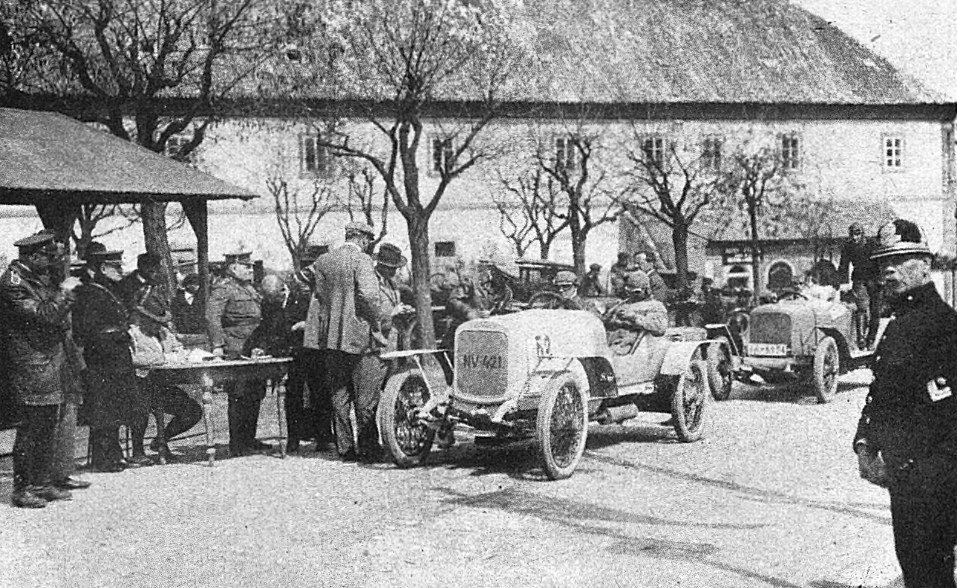
Walter WIZ (1923) Vincenc Desenský na startu závodu Zbraslav - Jíloviště

V roce 1923 (29. dubna, VII. ročník, 60 tis. diváků) se Walter opět účastnil závodu do vrchu Zbraslav – Jíloviště. Skvělého úspěchu docílil sympatický Vincenc Desenský, který debutoval tentokráte na malém stroji Walter WIZ do 1750 cm3 a ukázal svým výkonem, že stejně bravurně ovládá volant automobilu jako dříve řídítka motorového kola. Výkon vozu z továrny Walter, která jako jediná tuzemská továrna obeslala závod, byl velmi pozoruhodný a dlužno dvojnásob litovat, že nehoda při tréninku zabránila Waltrově nové dvoulitrovce a Knappovi start při závodu, který by byl jistě přinesl továrně další plně zasloužený úspěch. Desenský svým výkonem v čase 4:10,1 min. překonal loňský rekord Knappův o více než půl minuty ve své třídě, překonal loňský rekord Pinnerův pro 2,2 l vozy a porazil svým časem i celou kategorii do 2200 cm³. Výkon v každém směru krásný a pozoruhodný. V cestovních vozech obsadil Desenský celkově 3. místo a v klasifikaci dle výkonnostní formule obsadil 2. místo. 
Ve III. ročníku mezinárodní soutěže spolehlivosti cestovních automobilů Československem uspořádanou AKRČs ve dnech 25. června-1. července dojely oba zúčastněné Waltry WIZI s motorem o objemu 1997 cm³ posádek ing.C Kumpera-ing.C Šusta a kpt. Böhm-rotm. Stošek), jak se již stalo v této soutěži tradicí, opět bez trestných bodů. Trasa bylo shodná s loňským ročníkem, tj. 2400 km rozdělených do 6 etap. V soutěži o Státní mezinárodní putovní cenu pro týmy obsadil dvoučlenný tým Walter 2. místo. Ing.C. A. Kumpera (Walter) získal Cenu AKRČs pro "amateury", Cenu Egenländer Automobil Klubu pro nejlepšího "amateura", Cenu sportovní komise AKRČs a Cenu p. tov. Jána Lipperta z Bratislavy pro nejmladšího jezdce, který dojede bez trestných bodu. Cenu AKRČs pro řidiče-důstojníky připadá Ministerstvu Národní Obrany z automobilního oddělení, pp. kpt. Kučkovi (Praga), št. kpt. Dolečkovi (Tatra), kpt. Böhmovi (Walter) a nadp. Zieglerovi (Laurin & Klement).

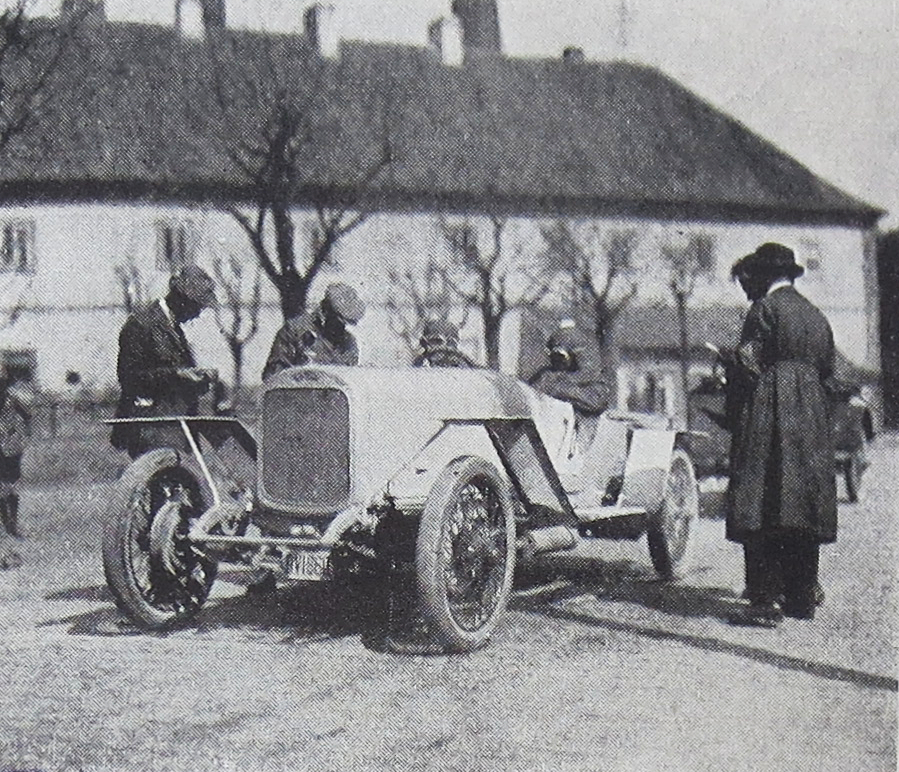
Walter WIZI (1922) vítěz Emanuel Pinner na startu závodu Zbraslav - Jíloviště

V srpnové (15.-19.8.), čtyřetapové soutěži spolehlivosti automobilů Klubu slovenských automobilistov a Cizineckého svazu pro Slovensko zvítězil "rodinný" tým Walter (st. č. 7-9). Soutěž v délce 920 km se jela na trase Bratislava – Sliač – Tatranská Lomnica – Trenčianské Teplice – Bratislava za stejně těžkých podmínek jako soutěž spolehlivosti Kolem republiky AKRČs. Pozdější konstruktér továrny Walter, tehdy Ing.C. Jan Šusta k soutěži na stránkách časopisu Auto napsal: "Dík starostlivosti p. tov. Kumpery měly všechny vozy své desky na veškeré dokumenty soutěže se týkající; zavazadla všech soustředěna v jediném voze, nadbytečná reservní kola ve druhém. V pořadu vozů na cestě panovala příslovečná disciplína. Vůdcem celého teamu byl Toník Kumpera na sedmičce, za ním jel p. továrník na osmičce a průvod uzavíral nejmladší Víťa se svým mohutným mechanikem tov. Masnerem, který dík svým 112 kg živé váhy zvedne waltrovku, za které kolo chcete a jemuž se pro jeho znalost španělštiny neříkalo cestou jinak než »cuñado« (švagr). Do všech etapních cílů vjíždí tato trojice v sevřeném šiku a staví se jeden vedle druhého na cílové pásce. Jeden jako druhý řidič oblečen v černý plášť a oranžovou čapku." Tři vozy Walter WIZI s upraveným objemem válců na 1997 cm³ řídili posádky: Ing.C Antonín Kumpera (22)-Jan Šusta, Vítězslav Kumpera st. (47)-Růžena Anna Kumperová (manželka), JUC. Vítězslav Kumpera ml. (19)-Jan Masner. Tým Walter dojel soutěž bez trestných bodů. Soutěž zvláště v Trenčianských Teplicích (cíl III. etapy) vzbudila značnou pozornost nejenom mezi lázeňskými hosty ale i v dalekém okolí.

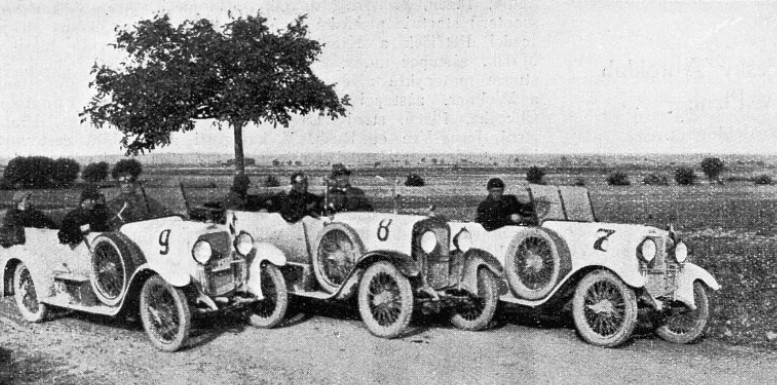
Walter WIZI, rodinný tým Kumperů na soutěži spolehlivosti Klubu Slovenských Automobilistov (1923)

Automobilové závody do vrchu Panorama uspořádal dne 22. července 1923 Egerländer Automobil Club (E.A.C.) v Karlových Varech na trati 2,2 km dlouhé s průměrným stoupáním 5 %, největší pak 11 %. V kategorii do 1750 cm3 skvělého úspěchu dobyl Vincenc Desenský na Walteru WIZ, na němž debutoval při závodech Zbraslav-Jíloviště. Jeho čas 2:26,9 min, jímž překonal celou řadu konkurentů v kategoriích silnějších vozů, je vskutku skvělý a ukazuje, jak mistrně ovládá Desenský volant svého malého Waltra. Desenský ve své kategorii měl nejpočetnější konkurenci, přesto dovedl zvítězit s převahou. Obdržel Čestnou cenu pořádajícího E. A. C. (stříbrná kazeta). Ve třídě cestovních automobilů obsadil Desenský celkově 3. místo, když vítězem se stal Urban-Emmerich (Austro Daimler). V Karlových Varech ve třídě do 2,2 l hladce zvítězil ing. Reichmann na Waltru WIZI v čase 3:18,9 min a obdržel Čestnou cenu E. A. C. (stříbrná kazeta).

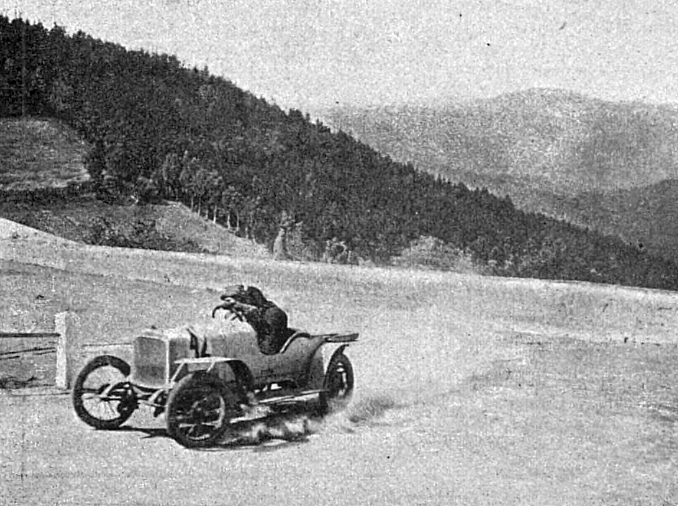
Vincenc Desenský, Walter WIZ, Panorama Karlovy Vary (1923)

 Vincenc Desenský dále vítězí 30. září v III. ročníku mezinárodního závodu do vrchu Schöber/Stožec (Severočeský klub motoristů /Nordböhmischer Kraftfahrerbund, Schöberbergrennen, délka 4 km, max. stoupání 12 %) v Lužických horách nedaleko Rumburku. Psalo se, že neobyčejně pozoruhodný byl výkon Desenského, který na cestovním voze Walter WIZ do 1750 cm³ projel závodní trať v krásném čase 3:03,1 min a obsadil v celkovém pořadí cestovních automobilů 2. místo za Sponerem na Steyru. Nejenže hravě vyhrál svoji kategorii, nýbrž i o 20 vteřin porazil vítěze vyšší kategorie (o celých 1000 cm³ silnější). V rychlostním závodě do vrchu „Andělské schody“ u Dobříše pořádaným 7. října Klubem cyklistů a motocyklistů Praha 1883 vítězí v sériových automobilech do 1,5 l jezdec Jaroslav Čurda na Waltru. Mimo soutěž jel V. Desenský na závodním Waltru 1,5 l a dosáhl času 37,7 vt., což představuje průměrnou rychlost téměř 105 km/h.
V roce 1924 v závodě do vrchu Zbraslav - Jíloviště (VIII. ročník, 20. dubna, 30 tis. diváků) v kategorii cestovních vozů do 1750 cm³ obsadil proslulý aviatik Zdeněk Lhota na Waltru WIZ 3. místo (4:12,7 min. – nepřekonal Desenského výkon z roku 1923) a získal cenu firmy Bosch. V třídě do 2200 cm³ byl Vincenc Desenský (Walter WIZI) na 2. místě v čase 3:44,2 min. V cestovních automobilech bez rozdílu objemu obsadil V. Desenský celkově 3.-4. místo. V klasifikaci dle formule výkonnosti zvítězil Rudolf Caracciola na Mercedesu před Junkem na Bugatti a Desenským na Waltru. Zdeněk Lhota v této klasifikaci obsadil 8. místo. Absolutním vítězem se stal Otto Salzer na závodním Mercedesu.
V závodě do vrchu Panorama u Karlových Varů (20. července, Egerländer Automobil-Club K. Vary) opět ve třídě cestovních vozů do 2200 cm³ zvítězil Desenský na Waltru WIZI, když se mu podařilo porazit Čeňka Junka na Bugatti a oplatit mu tak porážku ze Zbraslavi. Desenský zvítězil vzdor tomu, že jel poslední třetinu trati s nejostřejšími zatáčkami na prázdné levé zadní gumě, čímž vůz nejen ztratil na rychlosti, ale i v zatáčkách prováděl pěkný tanec, jak trefně připomínají Národní listy. V celkové klasifikaci cestovních automobilů bez rozdílu objemu obsadil Desenský 2. místo za Szolnayem na Mercedesu (28/95 HP, 7280 cm³).
V neděli dne 24. srpna oslavovalo město Cukmantl (Zlaté Hory) ve Slezsku 700. výročí svého založení a na žádost městské rady uspořádal agilní Moravskoslezský automobilní klub (Mährisch-Schlesischer Automobil-Club) v rámci těchto oslav svůj klubovní závod do vrchu (délka 4 km, průměrné stoupání 4%). V kategorii sériových automobilů v 2. kategorii do 1,5 l zvítězil Pavel Beck (obch. zástupce Walter z Opavy) na Waltru v čase 7:10 min a obsadil celkově 5. místo.
I v tomto roce se vůz řady WZ zúčastnil závodu Ecce Homo (IV. ročník). Toho roku patřil závod mezi nejlépe obeslané závody v Evropě. Mistr volantu Ing. Otto Salzer na závodním Mercedesu s kompresorem dosáhl nejlepšího času dne 6:02,7 min. V cestovních vozech Pavel Beck z Opavy na Waltru v třídě D (automobily sériové), 2. kategorie (objem do 1,5 l) v čase 7:56,9 min. obsadil 2. místo a 25. místo celkově ve společné klasifikaci motocyklů a automobilů.
Mimo již dříve jmenovaných se na úspěších v závodech podíleli: Klement Adamec, Chaloupka, Let, ing. Vladimír Tobek, Werner a Dr. Jaroslav Zátka (zpravidla tovární zajížděči dle tehdejší terminologie).

## Galerie

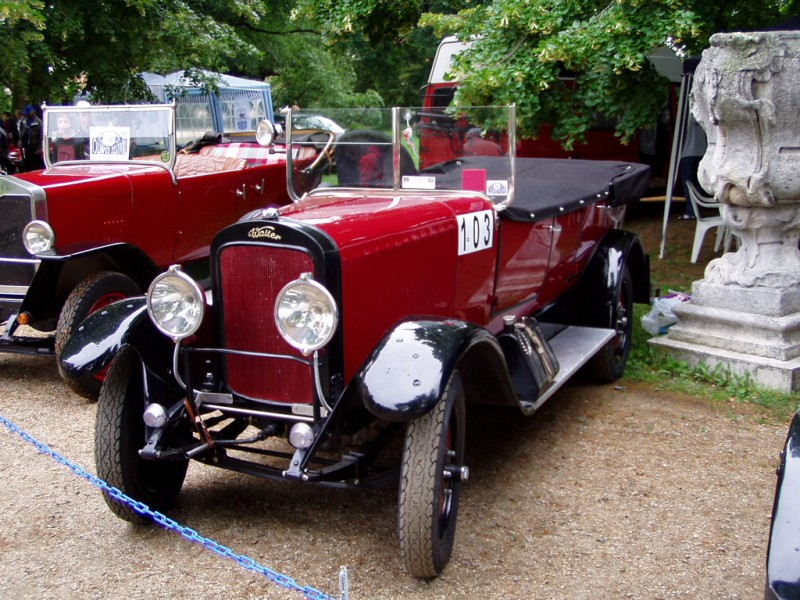
Walter WIZ, prototyp (1919)
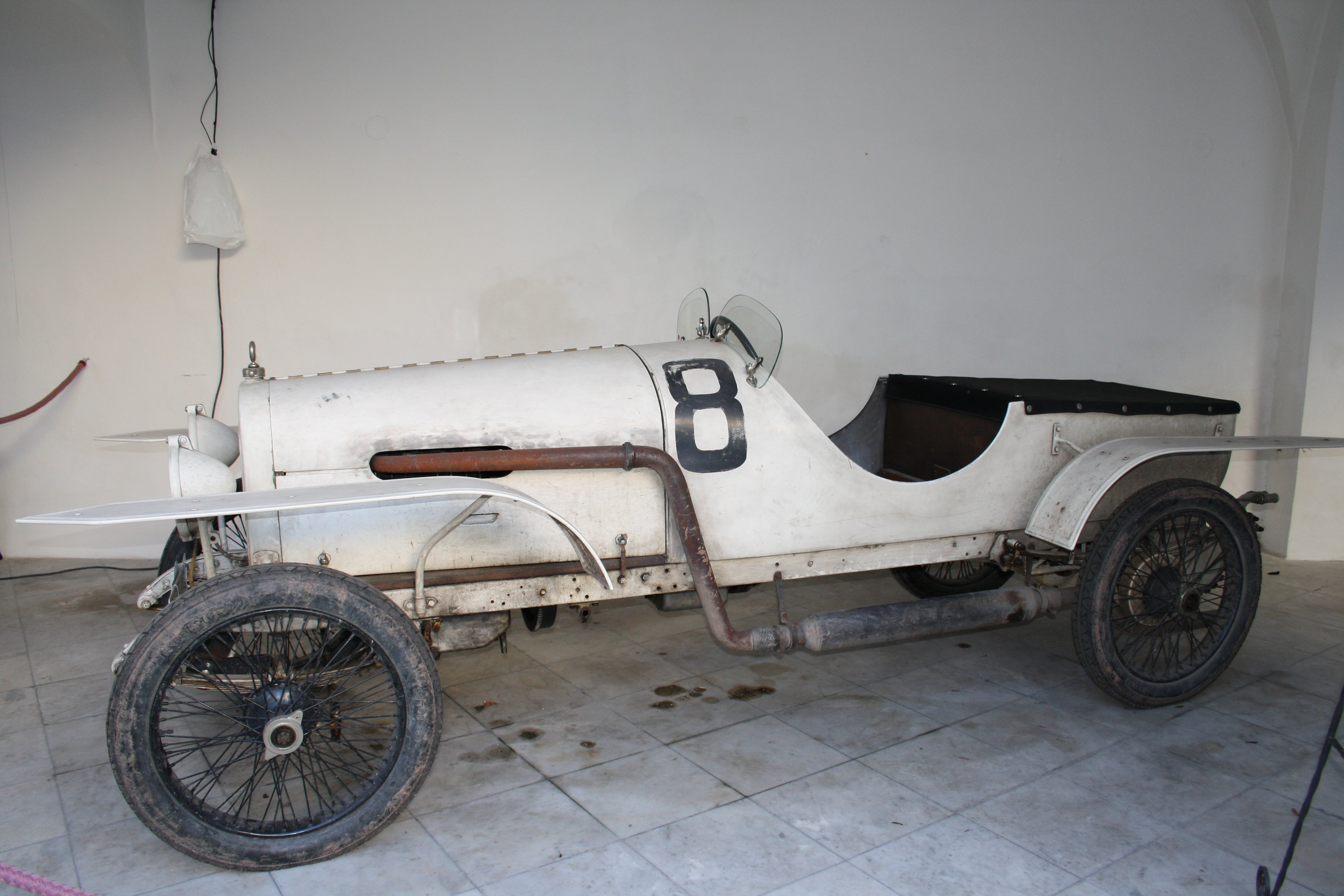
Walter WZ, závodní vůz s motorem OHV, Praha 2009
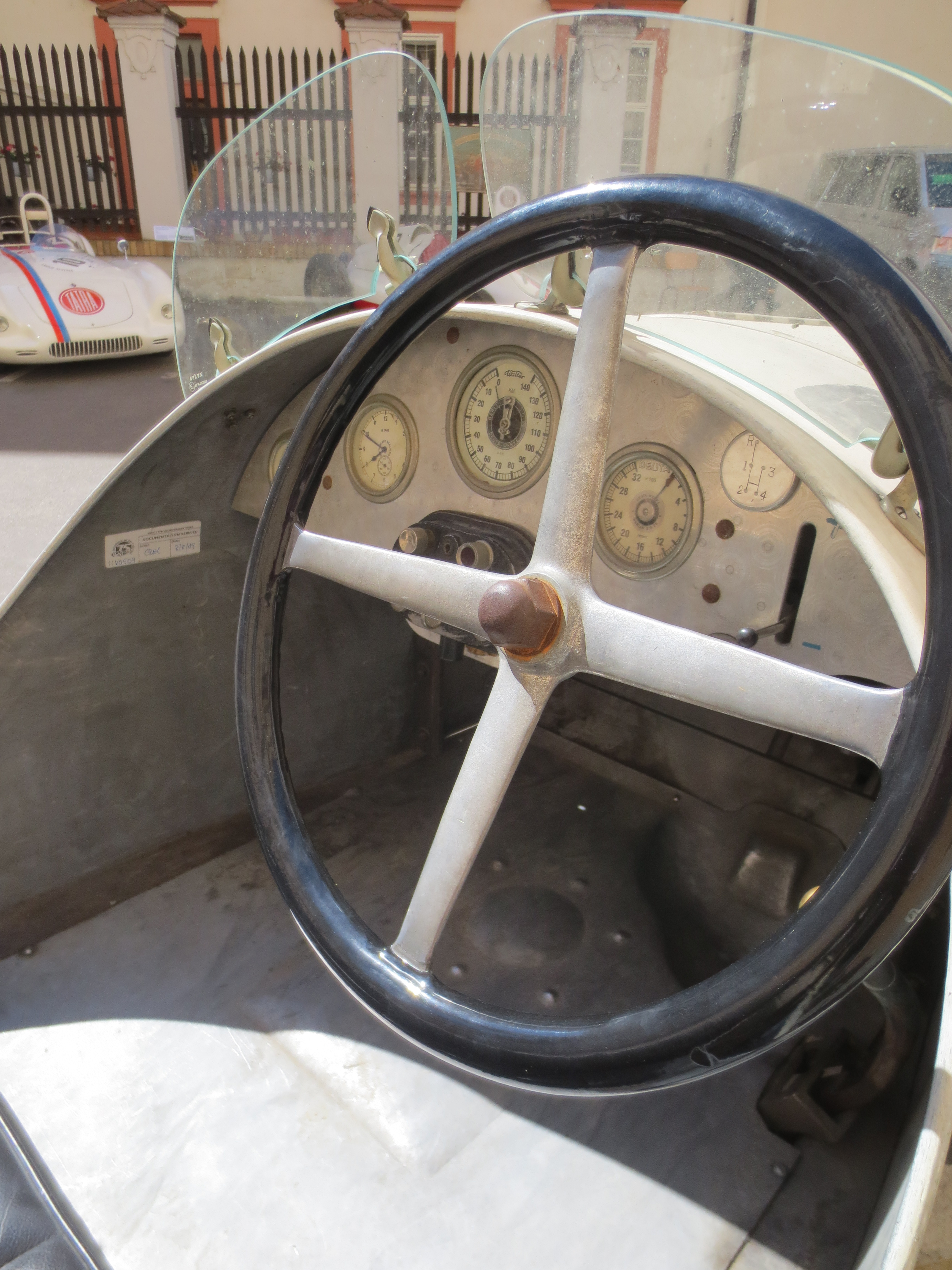
kokpit závodního vozu Walter WZ (1921)
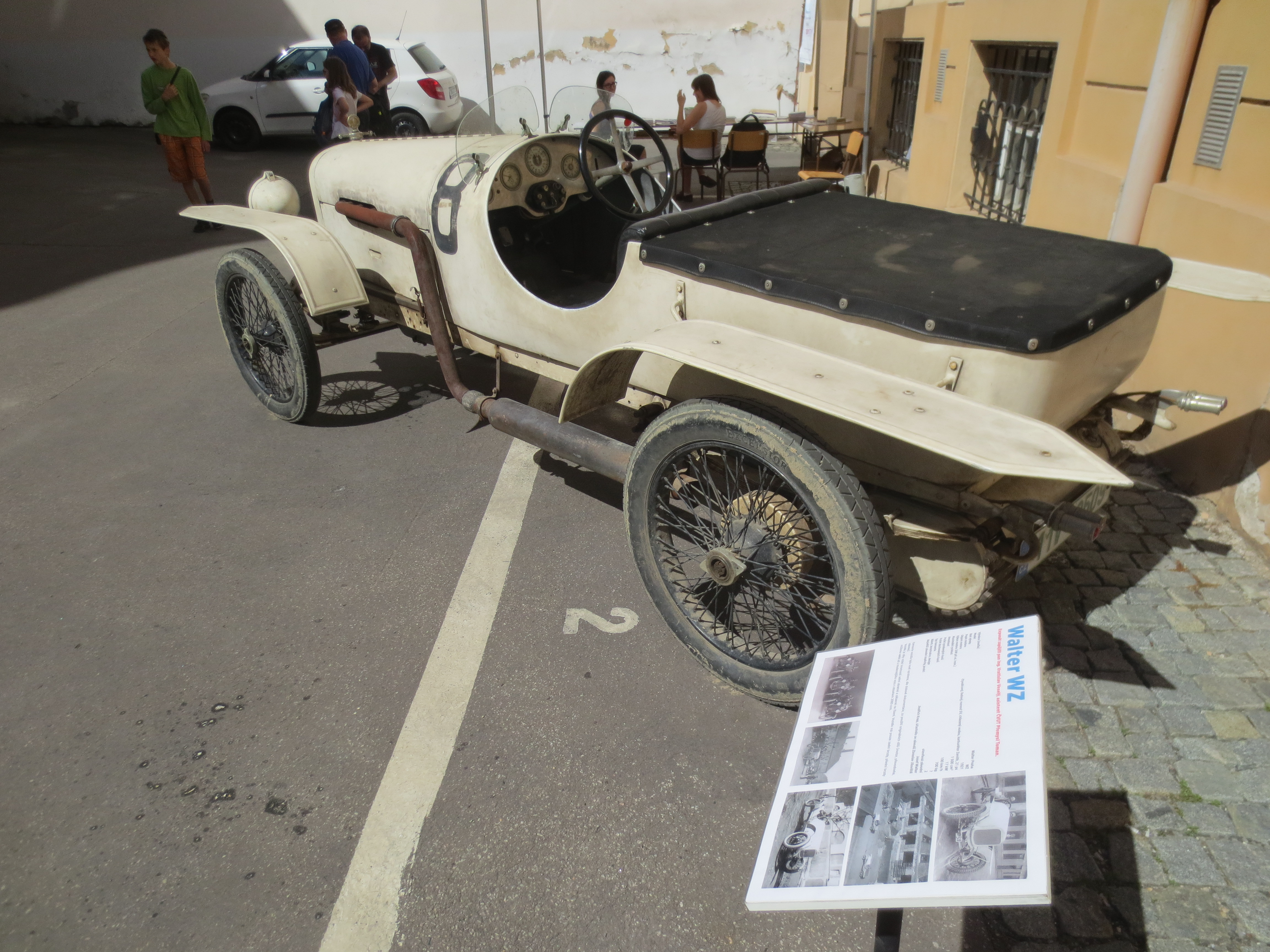
Walter WZ závodní (1921)
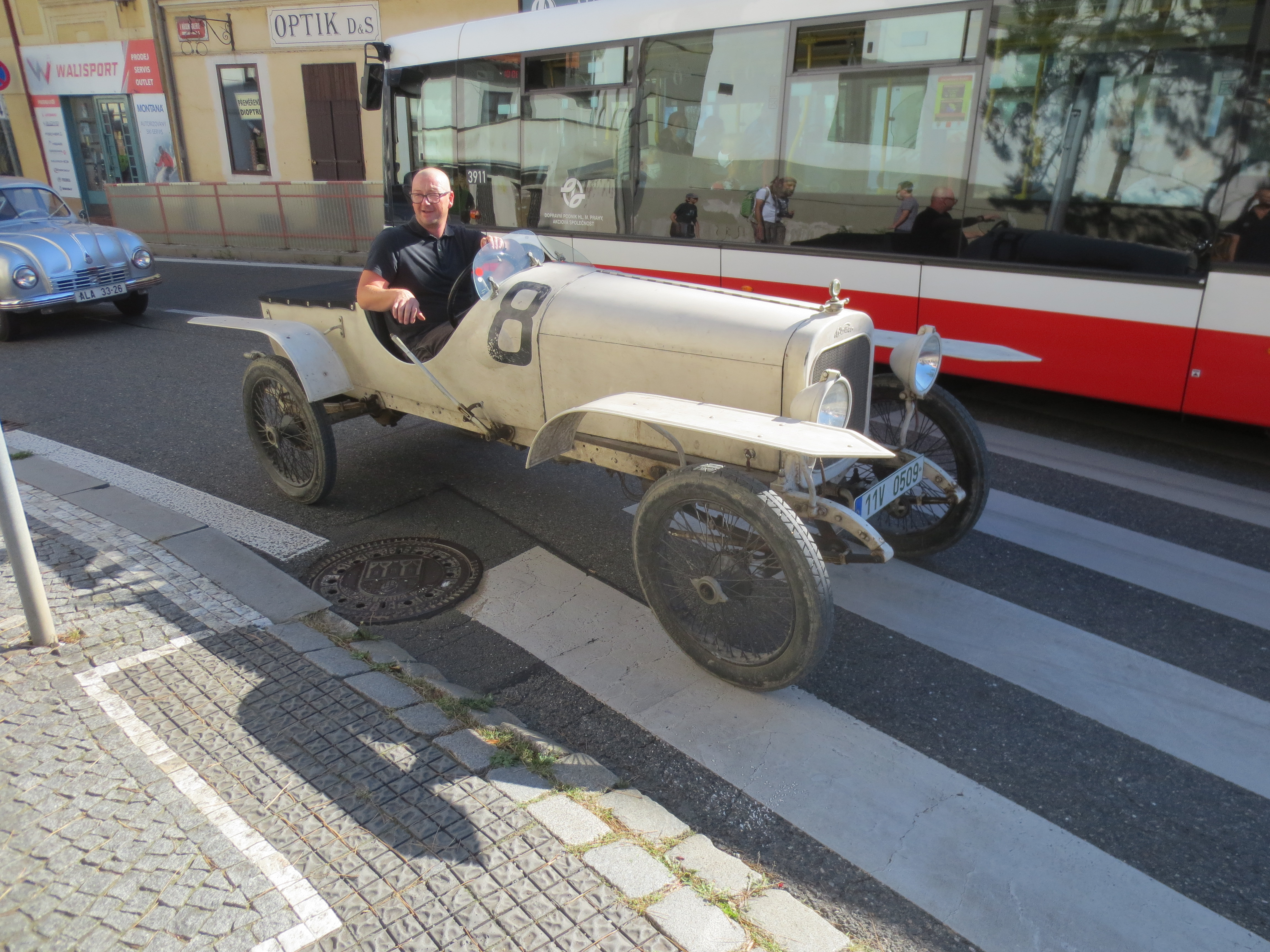
Walter WZ závodní (1921) na Zbraslav-Jíloviště 2020
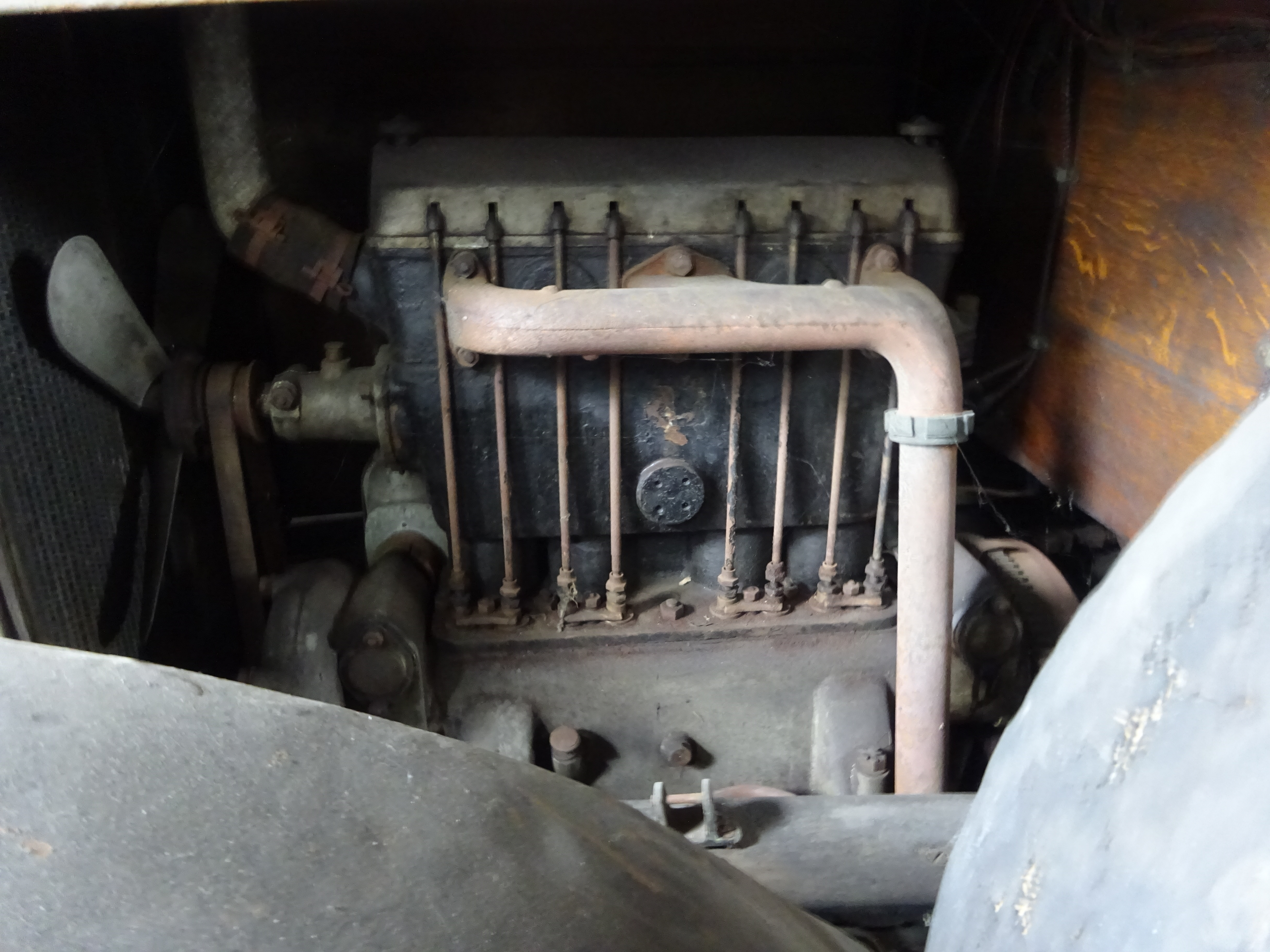
Walter WIZ, motor OHV (1924)